# Llac Erie

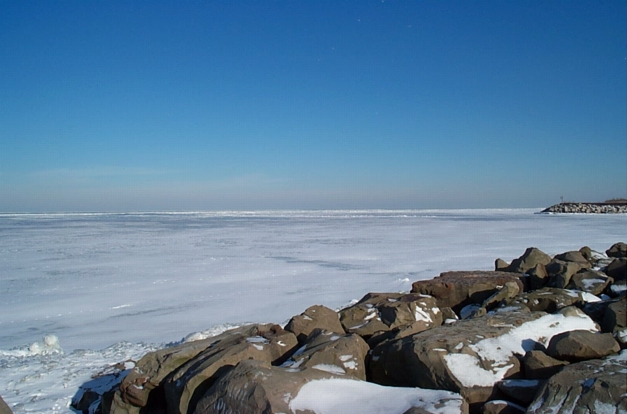
Vista del llac Erie glaçat des de Cleveland (Ohio)

El llac Erie pertany al grup dels Grans Llacs d'Amèrica del Nord i és el 13è llac més gran del món. Es tracta del llac més al sud, el menys profund i el de menor volum d'aigua dels Grans Llacs. Marca la frontera entre els Estats Units i el Canadà: al nord, la província canadenca d'Ontario, al sud els estats nord-americans d'Ohio, Pennsilvània i Nova York i a l'oest l'estat de Michigan. Aquestes jurisdiccions divideixen la superfície del llac amb límits d'aigua. La ciutat més gran del llac és Cleveland, que ancora la tercera àrea metropolitana dels Estats Units més gran a la regió dels Grans Llacs, després del Gran Chicago i l'Àrea metropolitana de Detroit. Altres ciutats importants al llarg de la vora del llac són Buffalo (Nova York); Erie (Pennsilvània); i Toledo (Ohio).
Situat a sota del llac Huron, l'entrada principal d'Erie és el riu Detroit. La principal sortida natural del llac és a través del riu Niàgara, que proporciona energia hidroelèctrica al Canadà i als Estats Units, ja que fa girar enormes turbines prop de les cascades del Niàgara a Lewiston (Nova York), i Queenston (Ontario). Una mica de desguàs es produeix a través del canal Welland, part de la Via marítima del Sant Llorenç, que desvia l'aigua per als passos de vaixells des de Port Colborne (Ontario), al llac Erie, fins a Saint Catharines al llac Ontario, una diferència d'elevació de 99 m. La salut ambiental del llac Erie ha estat una preocupació constant durant dècades, amb problemes com la sobrepesca, la contaminació, la floració d'algues i l'eutrofització, que generen titulars.
Rep el nom de la tribu indígena americana dels Erie, que vivien a la costa sud.
En el seu punt més profund, el llac Erie fa 64 m.

## Geografia

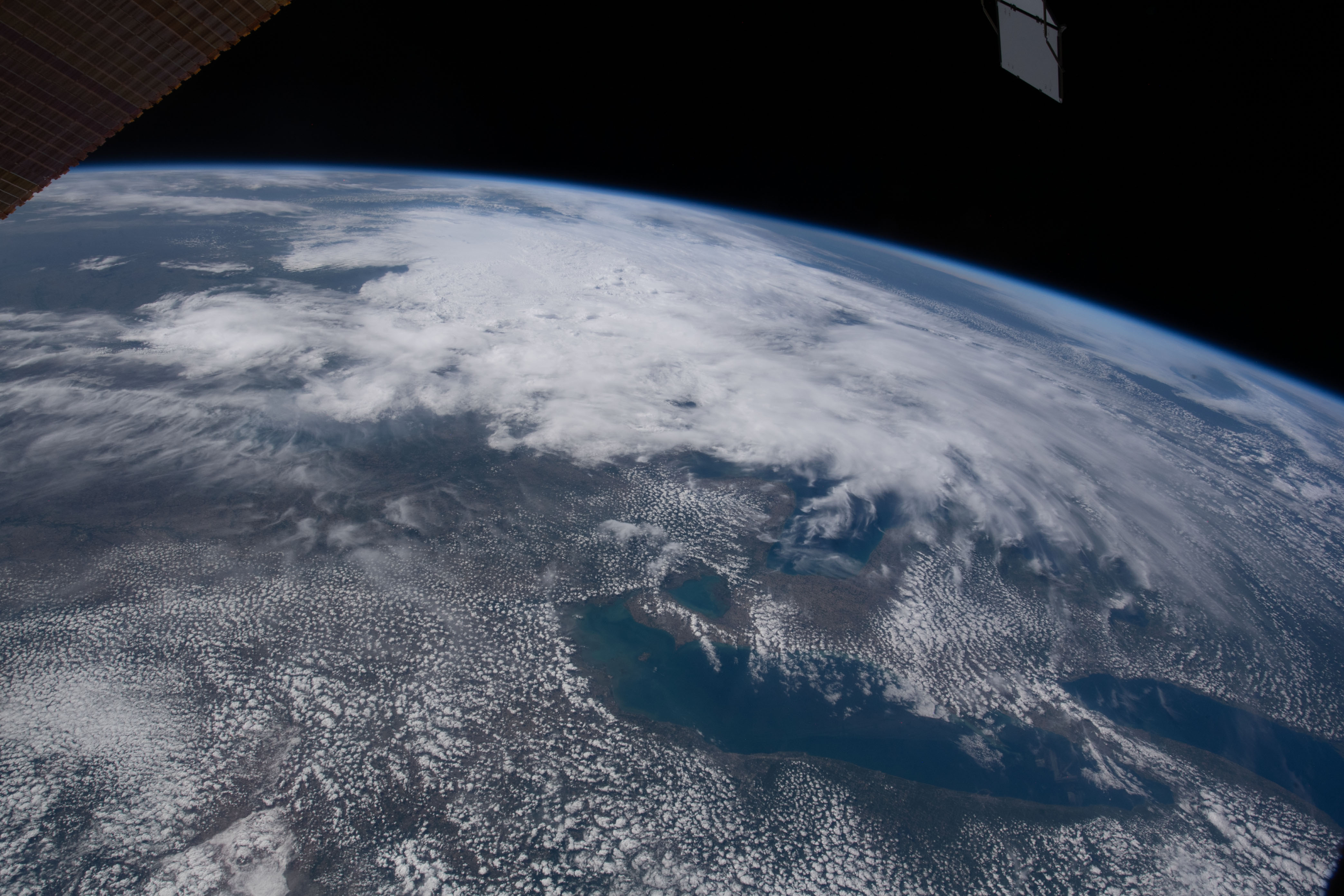
El llac Erie el 28 de maig de 2022, pres des de l'Estació Espacial Internacional

El llac Erie (42.2° N, 81.2° W) es troba a una altitud mitjana de 174 metres sobre el nivell del mar. Té una superfície de 25.745 km², una llargada de 388 km i una amplada de 92 km en el punt més ample.

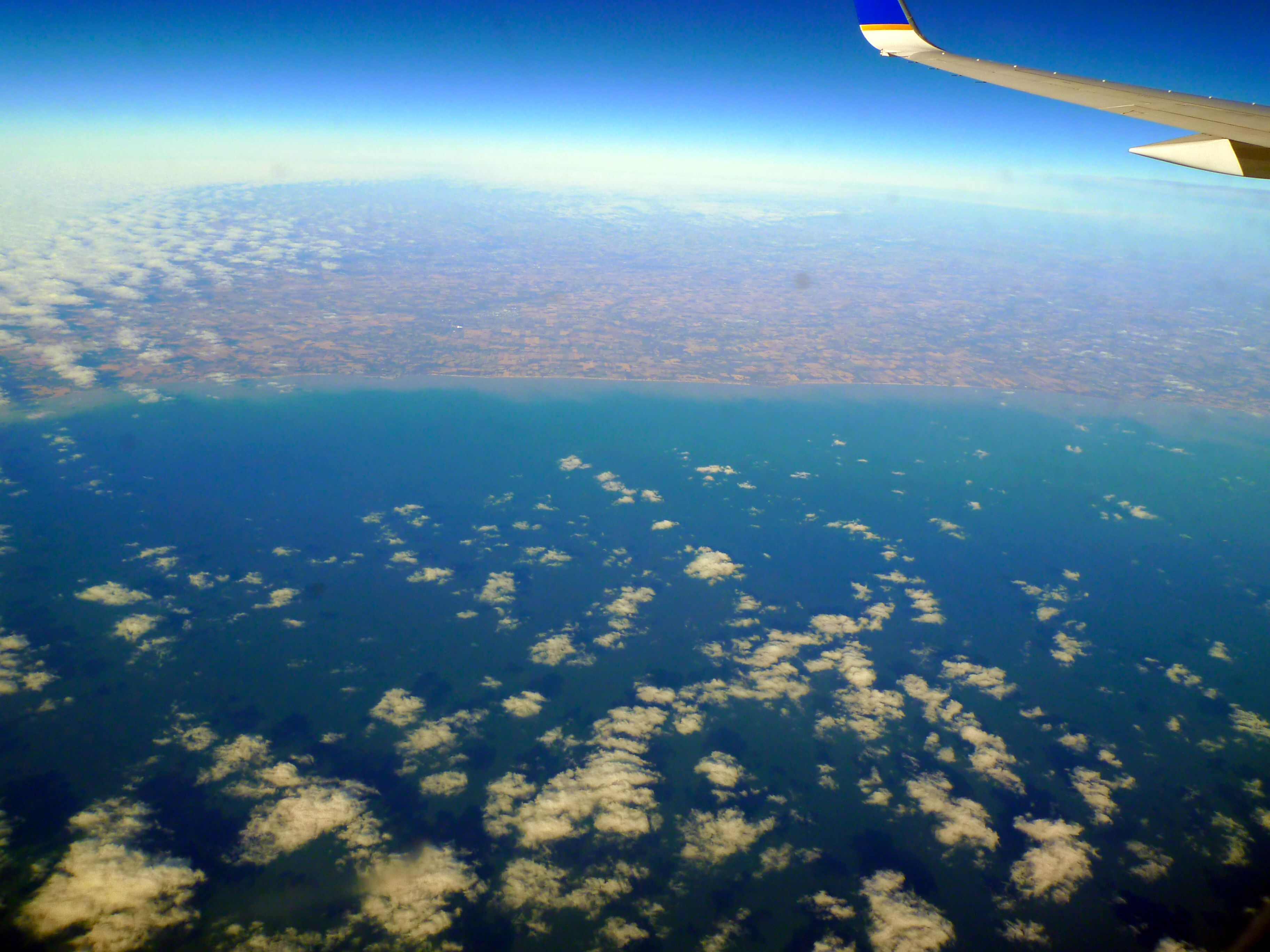
Costa nord a mitjans de desembre de 2014

El seu volum total és de 12.100 km³. La seva fondària mitjana és de 19 metres i la màxima de 64 metres. Com que és el menys profund, també és el més càlid dels Grans Llacs.
El riu principal que hi aporta aigua és el Detroit (des del llac Huron i el llac Saint Clair) i drena a través del riu Niàgara i les cascades del Niàgara cap al llac Ontario.
Point Pelee National Park és el punt més al sud del Canadà continental i es troba en una península dins el llac. El llac té algunes illes a l'oest que pertanyen a Ohio, excepte Pelee Island i 8 illes veïnes, que pertanyen a Ontario. Al litoral del llac Erie es troben les ciutats de Buffalo (Nova York), Erie (Pennsilvània), Toledo (Ohio), Port Stanley (Ontario), Monroe (Michigan) i Cleveland (Ohio).
La seva conca hidrogràfica fa 78.000 km².

### Nivells d'aigua
El llac Erie té un temps de retenció del llac de 2,6 anys, el més curt de tots els Grans Llacs. La superfície del llac és de 25.667 km². El nivell de l'aigua de l'Erie fluctua amb les estacions com en els altres Grans Llacs. En general, els nivells més baixos se'n troben al gener i febrer i els més alts al juny o juliol, tot i que n'hi ha hagut excepcions. El nivell mitjà anual varia en funció de les precipitacions a llarg termini. Els canvis de nivell a curt termini sovint són causats per seixes que són especialment altes quan bufen vents del sud-oest en tota la longitud del llac durant les tempestes. Aquestes fan que l'aigua s'acumuli a l'extrem oriental del llac. Les seixes impulsades per la tempesta poden causar danys a la terra. Durant una tempesta al novembre de 2003, el nivell de l'aigua a Buffalo va augmentar 2,1 m amb onades de 3-4,6 m per a una pujada de 6,7 m. Mentrestant, a l'extrem occidental del llac, Toledo va experimentar una baixada similar del nivell de l'aigua.
- Aigües altes històriques. A l'estiu de 1986, el llac Erie va assolir el nivell més alt amb 1,55 m per sobre de la dada. Els rècords d'aigua alta es van establir des de l'abril de 1986 fins al gener de 1987. Els nivells oscil·laven entre 1,32 i 1,55 m per sobre de la dada.
- Baixa històrica. A l'hivern de 1934, el llac Erie va assolir el nivell més baix a 0,46 m per sota de la dada. Els rècords mensuals d'aigua baixa es van establir des del juliol de 1934 fins al juny de 1935. Durant aquest període de dotze mesos, els nivells d'aigua van oscil·lar entre 0,46 m per sota de la dada per igualar amb la dada.

## Geologia
El llac Erie va ser tallat pel gel de la glacera i en la seva forma actual té menys de 4.000 anys, la qual cosa és un període curt en termes geològics. Abans d'això, el terreny on ara s'assenta va passar per diverses etapes complexes. Fa més de dos milions d'anys es va formar una gran conca de les terres baixes com a resultat d'un riu oriental que va existir molt abans de les edats glacials del Plistocè. Aquest antic sistema de drenatge va ser destruït per la primera gran glacera de la zona, alhora que va aprofundir i engrandir les zones baixes, permetent que l'aigua s'assentés i formés un llac. Les glaceres van poder tallar més terra a la part oriental de la terra baixa perquè la roca principal està feta d'esquist, que és més suau que les roques carbonatades de dolomita i pedra calcària del costat occidental. Així, les conques oriental i central del llac modern són molt més profundes que la conca occidental, que només fa una mitjana de 7,6 m de fons i és ric en nutrients i peixos. El llac Erie és el més fondo dels Grans Llacs perquè el gel era relativament prim i no tenia poder d'erosió quan va arribar tan al sud.
Fins a tres glaceres van avançar i es van retirar sobre la terra, fent que es formessin llacs temporals en els períodes entre cadascun d'ells. Com que cada llac tenia un volum d'aigua diferent, les seves costes descansaven en diferents elevacions. L'últim d'aquests llacs que es va formar, el Warren, va existir fa entre 13.000 i 12.000 anys. Era més profund que l'actual llac Erie, i la seva línia de costa era uns 13 km terra endins respecte a la situació actual. Les costes d'aquests llacs van deixar enrere crestes de sorra de terra alt que tallaven els pantans i van ser utilitzades com a senders pels indis i, més tard, pels colons pioners. Aquests senders es van convertir en camins primitius que finalment van ser asfaltats. La ruta nord-americana 30 a l'oest de Delphos (Ohio), i la ruta nord-americana 20 a l'oest de Norwalk i a l'est de Cleveland es van formar d'aquesta manera. Les antigues dunes de sorra són visibles a la regió d'Oak Openings al nord-oest d'Ohio. Allà, el sòl arenós i sec del llit del llac no era suficient per suportar grans arbres amb l'excepció d'algunes espècies de roures, que hi formaven una rara sabana de roures.

## Història

### Pobles indígenes
En el moment del contacte europeu, hi havia diversos pobles indígenes que vivien al voltant de la vora de l'extrem oriental del llac. La tribu Erie (de qui el llac pren el nom) vivia al llarg de la vora sud, mentre que els neutrals (també coneguts com a Attawandaron) vivien al llarg de la riba nord. El nom tribal «erie» és una forma abreujada de la paraula iroquesa "erielhonan", que significa 'cua llarga'. El nom també pot provenir de la paraula «eri», que significa 'cirerer'. A prop de Port Stanley, hi ha un poble indígena que data del segle XVI, conegut com els moviments de terra de Southwold, on van viure fins a 800 pobles indígenes neutrals; les restes arqueològiques inclouen dobles murs de terra que serpentegen al voltant del perímetre cobert d'herba. Els europeus van anomenar la tribu els indis neutrals, ja que aquestes persones es van negar a lluitar amb altres tribus.
Tant els Erie com els neutrals van ser colonitzats i assimilats pels seus hostils veïns de l'est, la Confederació Iroquesa, entre 1651 i 1657, durant les guerres dels Castors. Durant dècades després d'aquestes guerres, la terra al voltant del llac Erie oriental va ser reclamada i utilitzada pels iroquesos com a vedat de caça. A mesura que el poder dels iroquesos va minvar durant l'últim quart del segle xvii, altres pobles, principalment els Anishinaabe, els van desplaçar dels territoris que reclamaven a la riba nord del llac. Hi havia una llegenda d'una dona indígena anomenada Huldah, que, desesperada pel seu amant britànic perdut, es va llançar des d'una roca alta des de l'illa Pelee.

### Exploració i assentament europeu

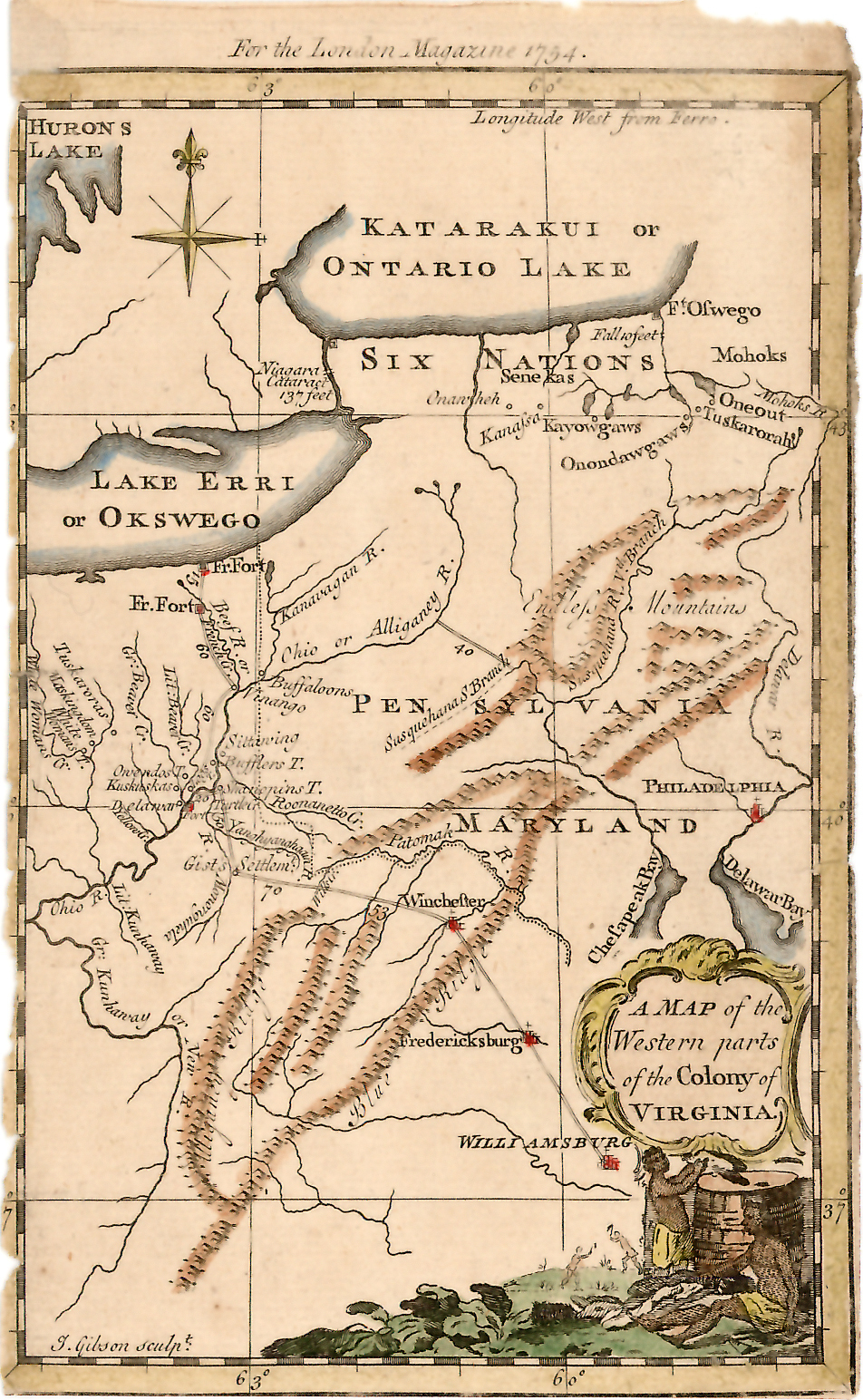
Mapa que mostra el llac Erie, 1754

El 1669, el francès Louis Jolliet va ser el primer europeu documentat que va albirar el llac Erie, tot i que s'especula que Étienne Brûlé podria haver-lo vist el 1615. El llac Erie va ser l'últim dels Grans Llacs que va ser explorat pels europeus, ja que els iroquesos que ocupaven la zona del riu Niàgara estaven en conflicte amb els francesos, i no hi van permetre el pas d'exploradors ni comerciants; els exploradors van seguir els rius fora del llac Ontario i van arribar al llac Huron. Les autoritats britàniques al Canadà estaven nervioses per la possible expansió per part dels colons nord-americans a través del llac Erie, així que el coronel Thomas Talbot va desenvolupar el Talbot Trail el 1809 com una manera d'estimular l'assentament a la zona; Talbot va reclutar colons d'Irlanda i Escòcia, i hi ha nombrosos llocs que porten el seu nom al sud d'Ontario, com Port Talbot, el riu Talbot i Talbotville.

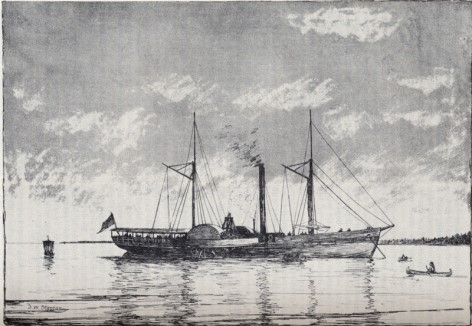
Walk in Water, construït a Buffalo, va ser el primer vaixell de vapor al llac Erie. Imatge de cap al 1816

Durant la Guerra de 1812, Oliver Hazard Perry va capturar tota una flota britànica el 1813 prop de Put-in-Bay (Ohio), tot i tenir un nombre inferior d'efectius. Els soldats nord-americans van escombrar la zona d'Ontario al voltant de Port Rowan, cremant ciutats i pobles. En general, però, amb les excepcions de la Guerra de la Independència dels Estats Units i la Guerra de 1812 —que van implicar conflictes entre els Estats Units i el Regne Unit—, les relacions entre els Estats Units i el Canadà han estat notablement amistoses amb una «frontera no fortificada» i un acord «que ha mantingut totes les flotes de guerra fora dels Grans Llacs».

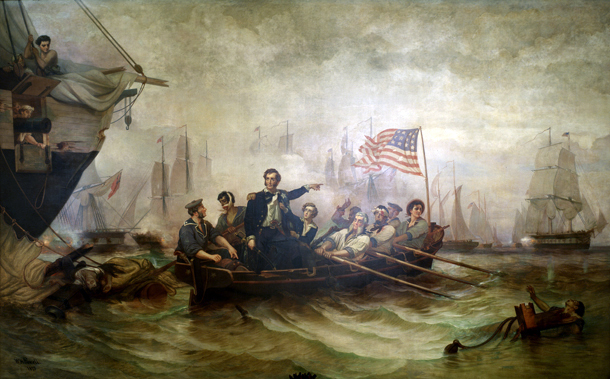
La batalla del llac Erie (1865) de William H. Powell representa el comandant de la Marina dels Estats Units Oliver Hazard Perry

El 1837, van esclatar les rebel·lions entre els colons canadencs i el govern colonial britànic. Es tractava principalment de reformes polítiques i qüestions d'assignació de terres. Alguns dels rebels es van situar als Estats Units i van travessar el gel des de la badia de Sandusky fins a l'illa Pelee amb «abrics i botes gastades», i portant mosquets, forques i espases, però els illencs ja havien fugit. Més tard, hi va haver una batalla sobre el gel amb el Regiment Reial 32, amb els rebels obligats a retirar-se.

Mapa històric del llac Erie, 1901

Els colons van establir pesqueries comercials a la costa nord del llac al voltant de la dècada de 1850. La pesca era un negoci important. En els anys anteriors a la Guerra Civil, els ferrocarrils van sorgir per tot arreu, i cap al 1852 hi havia ferrocarrils que envoltaven el llac. El trànsit marítim es va reactivar, tot i que el llac es va tancar habitualment a causa del gel des de desembre fins a principis d'abril, i els vaixells van haver d'esperar que el gel es desfés abans de continuar. Com que l'esclavitud havia estat abolida al Canadà el 1833, però encara era legal al sud dels Estats Units, de vegades es requeria una travessia del llac Erie per als esclaus fugitius que buscaven la llibertat:
| «                                        | Quan el fugitiu de Kentucky Lewis Clarke va arribar a Cleveland, no tenia ni idea de com arribar al Canadà. «Vaig sortir a la vora del llac una vegada i una altra, per intentar veure l'altra banda, però no vaig poder veure cap turó, muntanya ni ciutat de l'asil que buscava», va dir una vegada a un entrevistador. «Vaig tenir por de preguntar on era (el Canadà), no fos cas que traïssin un grau d'ignorància tal que despertés la sospita de seguida». Molts fugitius també van haver de vèncer les pors inculcades pels seus antics amos... | » |
| — Chris Lackner a l'Ottawa Citizen, 2006 | |   |

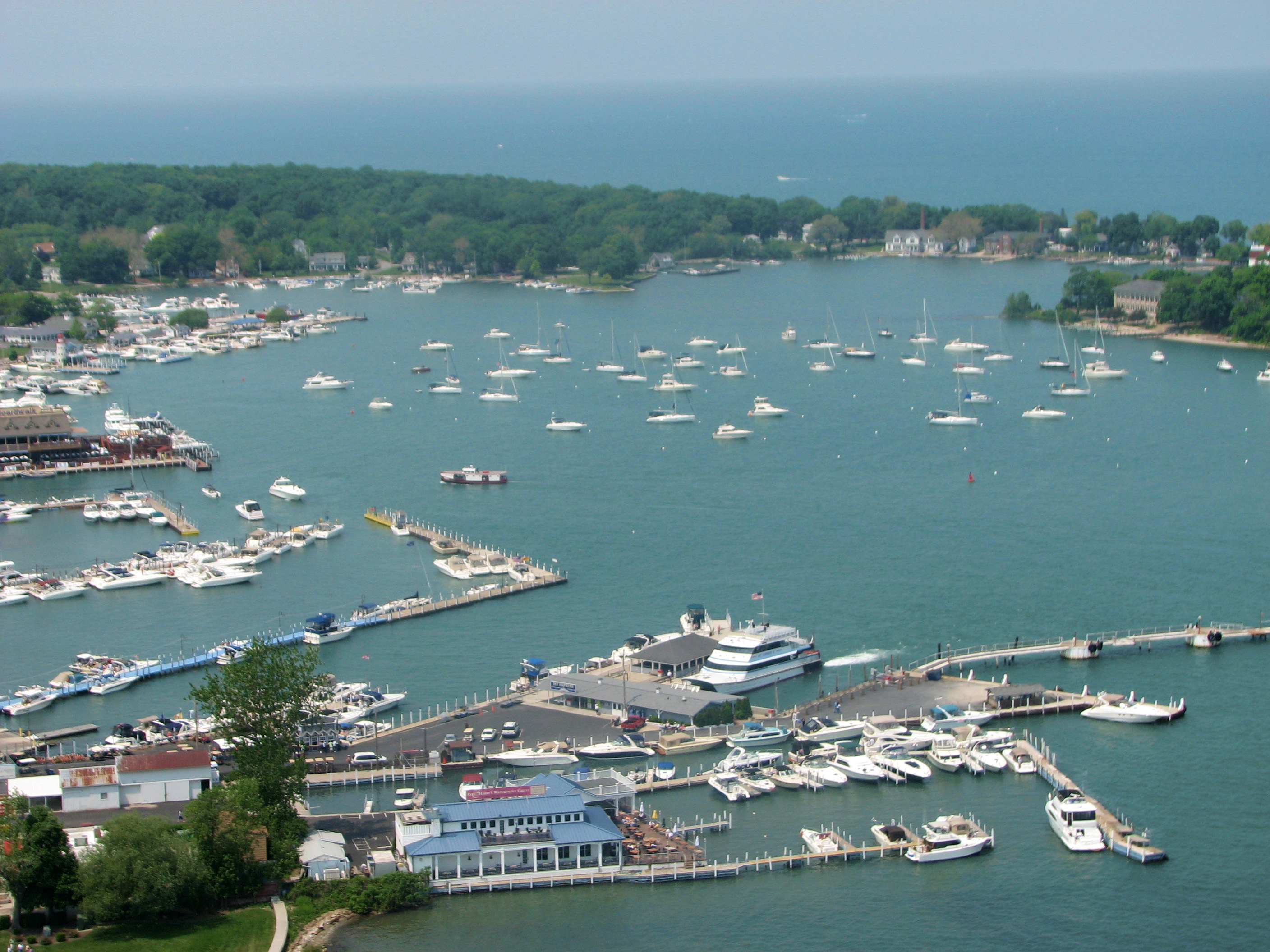
Vista des de la Victòria de Perry i el Memorial Internacional de la Pau a Put-in-Bay, Ohio

Abans dels radars moderns i les previsions meteorològiques, els vaixells mercants sovint quedaven atrapats per tempestes intenses:
| «                                  | Bufa un violent vendaval al llac Erie... La goleta Stranger ha arribat aquest matí i informa que ha vist un vaixell a uns 19 km amunt, 3,2 km de la costa del Canadà, amb tres homes aferrats als pals, que només eren visibles per sobre de l'aigua, van sentir els seus crits... | » |
| — The New York Times, Octubre 1853 | |   |

Hi havia informes de desastres, generalment de capitans de mar que passaven informació als periodistes; el 1868, el capità del Grace Whitney va veure un vaixell enfonsat amb «tres homes aferrats al cap del pal», però no va poder evitar-ho a causa del vendaval i l'alta mar. Un pilot de globus anomenat John Steiner de Filadèlfia va fer un viatge ambiciós a través del llac el 1857. El seu viatge va ser descrit en The New York Times:
| «                                          | Va aixecar-se a l'alçada d'unes tres milles i va partir a un ritme lent però constant... El llac es veia d'un extrem a l'altre gairebé... En un moment, el Sr. Steiner va comptar 38 vaixells de vela. Les mans a bord de diversos vaixells el van veure i, en adonar-se amb raó que era un aeronauta, el van aplaudir de tot cor... Es va apropar a la costa del Canadà una mica per sota de Long Point... en conseqüència va ser conduït cap a Buffalo... La nit avançava i es va fer evident que, amb aquest corrent, no podia allunyar-se de l'aigua abans de fer-se fosc, i després de la nit no seria segur baixar. Veient una hèlix (vaixell motoritzat)... el «Mary Stewart»... va colpejar per primera vegada l'aigua a unes 25 milles per sota de Long Point... Durant aquest temps, el Sr. Steiner diu que creu que el seu globus va saltar de l'aigua almenys vint vegades. Va colpejar i després rebotar, com una pilota, sortint a l'aire de vint a cinquanta peus, i continuà corrent pel llac a la velocitat del ferrocarril... Aleshores, el senyor Steiner va abandonar el globus, saltant a l'aigua i nedant cap al vaixell, que ràpidament va arribar... | » |
| — The New York Times, 23 de juliol de 1857 | |   |

El 1885, els vents del llac eren tan forts que el nivell de l'aigua va baixar substancialment, de vegades fins a dos peus, de manera que en ports com Toledo, les embarcacions no podien carregar carbó ni sortir del port. Durant la història del llac com a pesqueria, hi ha hagut una lluita marcada per grups d'interès oposats:
| «                          | La preservació de les pesqueries del llac Erie s'ha convertit en un problema greu per a tots els que li han prestat molta atenció... les pesqueries s'estan esgotant pels mètodes de malbaratament que ara estan de moda... per agafar peixos de totes les mides i, si són massa petits per ser comercialitzables, es lliura a una fàbrica de fertilitzants. Si no es molestessin durant dos o tres anys més, aquests peixets serien un producte molt valuós... | » |
| — The New York Times, 1895 | |   |

Les prediccions sobre la sobreexplotació del llac el 1895 eren prematures, ja que la pesca ha sobreviscut a la pesca comercial i esportiva, la contaminació de mitjans del segle xx, les espècies invasores i altres malalties, però els governs estatals i provincials, així com els governs nacionals, han tingut un paper més important a mesura que passava el temps. Els negocis van créixer; el 1901, la Carnegie Company va proposar la construcció d'un nou port prop d'Erie, Pennsilvània, a Elk Creek per acollir els enviaments des de la seva planta de tubs propera. El 1913, es va construir un monument al comodor Oliver Hazard Perry a l'illa Put-in-Bay amb una columna dòrica.
Durant els anys de la Llei Seca als Estats Units de 1919 a 1933, una «gran quantitat d'alcohol va travessar Erie» juntament amb «cadàvers de mafiosos» llençats al riu Detroit que de vegades arribaven a les platges de l'illa Pelee. Entre els traficants de rom notables hi havia Thomas Joseph McGinty i Purple Gang. La Guàrdia Costanera va intentar prohibir el licor canadenc amb la seva Patrulla de Rom, i un casino obert a Middle Island. Durant el segle xx, la pesca comercial s'hi va mantenir, però també hi hagué el boom de la indústria manufacturera al voltant del llac, i sovint els rius i els rierols s'utilitzaven com a clavegueram per netejar les aigües residuals sense tractar que van acabar al llac. De vegades, els sistemes sanitaris mal construïts, quan es trencaven les canonades velles, vessaven les aigües residuals brutes directament al riu Cuyahoga i al llac. Un informe de la revista Time l'any 1969 va descriure el llac com un «gegant fosc», ja que només tres de les seves 62 platges van ser considerades «completament segures per nedar».
L'any 1975 el popular peix blau comercial s'havia declarat extingit, tot i que la declaració podria haver estat prematura. A la dècada de 1980, hi havia uns 130 vaixells pesquers amb uns 3.000 treballadors, però la pesca comercial estava disminuint ràpidament, especialment des del costat estatunidenc.

### Pacte dels Grans Llacs
El 2005, els estats dels Grans Llacs, Ohio, Michigan, Nova York, Pennsilvània, Illinois, Indiana, Wisconsin, Minnesota i les províncies canadenques d'Ontario i Quebec van avalar el Great Lakes-St. Lawrence River Basin Sustainable Water Resources Compact. El pacte va ser signat pel president George W. Bush el setembre de 2008. Dins la política internacional de drets d'aigua supervisada per la Comissió dels Grans Llacs, el pacte té com a objectiu evitar el desviament de l'aigua dels Grans Llacs cap a estats llunyans, així com establir estàndards d'ús i conservació. Va tenir el suport dels dos partits polítics, inclòs el senador dels Estats Units George Voinovich d'Ohio i la governadora Jennifer Granholm de Michigan, però no és popular als estats del sud-oest a causa de les freqüents condicions de sequera i l'escassetat d'aigua.

## Sobre el llac

### Clima

#### El llac Erie a l'hivern

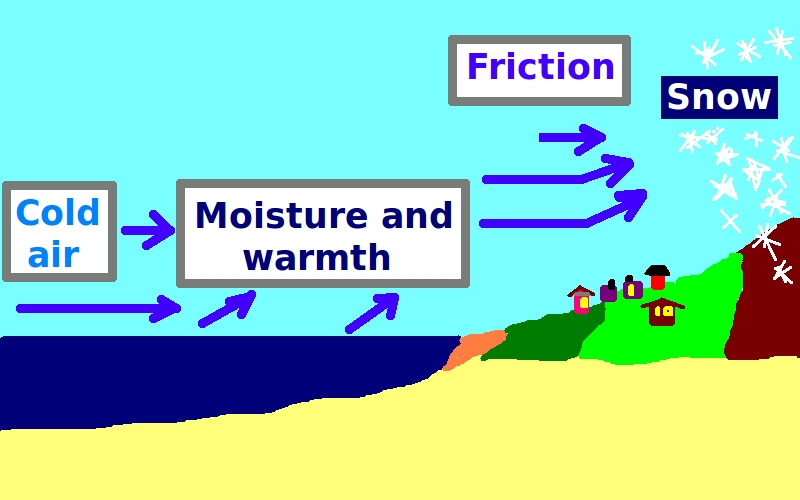
L'aire fred viatja sobre l'aigua tèbia del llac. L'aire es torna més càlid, humit, menys dens, de manera que puja; quan passa per la terra, l'espai aeri reduït fa que l'aire «s'acumuli» donant lloc a una «convergència de fricció». Això eleva l'aire encara més fins on es refreda, convertint-se en gotes o flocs de neu. El resultat és una major nevada

Com els altres Grans Llacs, Erie produeix neu amb efecte sobre el llac quan els primers vents freds de l'hivern passen sobre les aigües càlides. Quan les temperatures de l'aigua superficial relativament càlida i de l'aire més fred se separen a almenys 10 °C fins a 13 °C, aleshores «és possible la neu amb efecte sobre el llac»:
| «                                                   | A mesura que l'aire fred flueix sobre l'aigua tèbia, el llac s'escalfa i humiteja l'aire. Com que l'aire càlid i humit és menys dens que l'aire fred, l'aire escalfat puja. L'aire que puja es refreda i el vapor d'aigua es condensa en gotes de núvols... l'eficiència de la producció de neu augmenta quan el vent empeny els núvols sobre la terra. La fricció amb el terra fa que l'aire s'acumuli. Aquesta convergència de fricció crea sustentació i millora la nevada. | » |
| — Bob Swanson and Adrienne Lewis of USA Today, 2008 | |   |

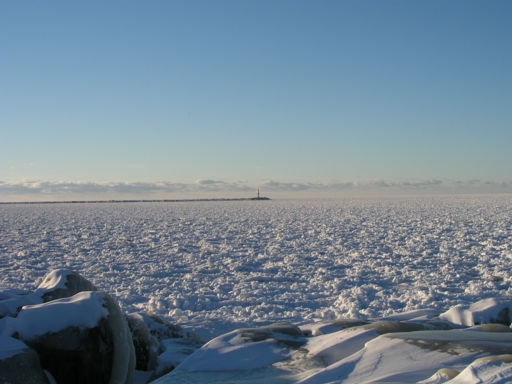
Llac Erie a l'hivern

Es poden produir fortes nevades amb efecte sobre el llac quan l'aire fred recorre 97 km o més llarg sobre un gran llac no congelat. La neu amb efecte sobre el llac fa que Buffalo i Erie siguin l'onzena i tretzena ciutats més nevades de tots els Estats Units, respectivament, segons dades recollides del National Climatic Data Center. Com que els vents bufen principalment d'oest a est al llarg de l'eix principal del llac, les tempestes de neu amb efecte sobre el llac són més pronunciades a les parts orientals del llac. Buffalo normalment aconsegueix 240 cm de neu cada hivern i de vegades 3 m de neu; la ciutat més nevada és Syracuse, Nova York, que pot rebre fortes nevades tant del procés de l'efecte sobre el llac com dels grans ciclons costaners. Una tempesta al voltant del Nadal del 2001 va colpejar Buffalo amb 2,1 m de neu.

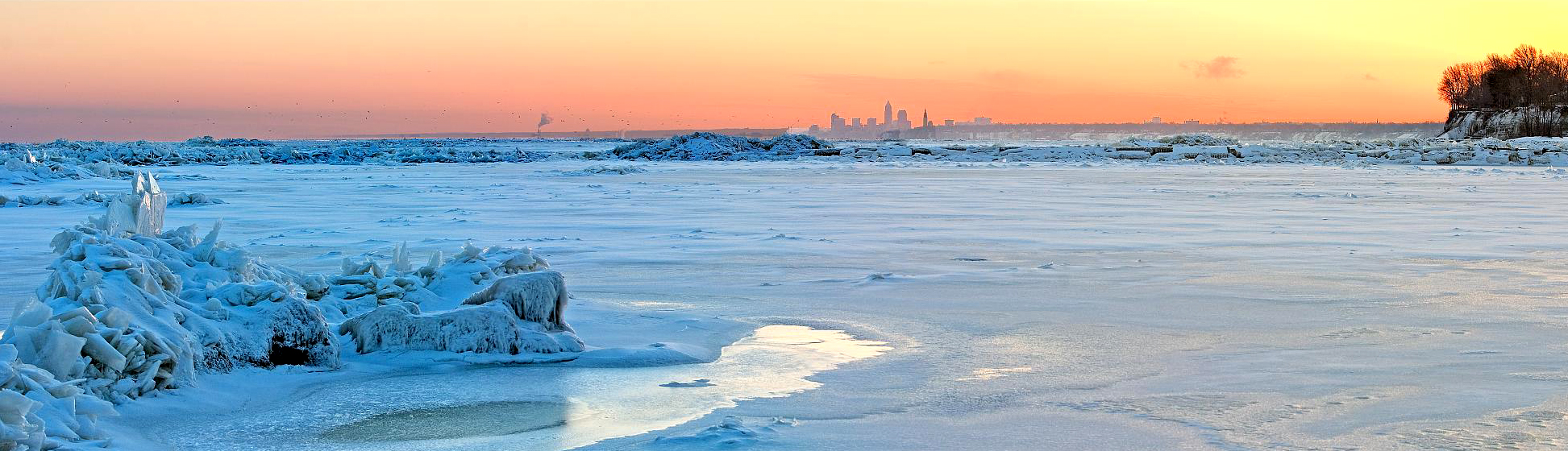
Llac Erie a l'hivern

Els efectes de l'aigua més càlida del llac es redueixen quan el llac es congela. En ser el més poc profund dels Grans Llacs, és més probable que es congeli i ho fa amb freqüència. En canvi, el llac Michigan mai s'ha congelat completament des que la part més càlida i profunda es troba al sud, tot i que va estar a prop de quedar-se totalment congelat durant tres hiverns durs durant el segle passat. En els darrers anys, el gel del llac era tan espès que s'hi podia passar per sobre o navegar amb trineu de vela. Molts residents del llac aprofiten el gel i viatgen; alguns van al Canadà i tornen:
| «                                              | El primer gel se sol formar a finals de novembre i al gener es bloqueja. Per als illencs de la conca occidental, és l'equivalent a les vacances d'estiu... Una vegada que el llac es congela, els illencs organitzen concentracions de gel improvisades. Les famílies es reuneixen per beure vi calent i córrer amb vehicles tot terreny pel llac. També el recorren amb "iceboats", que s'assemblen a velers amb patins... Molta gent viatja a altres illes per sopar amb els amics. Van en cotxes amb el sostre i les portes tallades perquè puguin escapar si els vehicles cauen al gel. Els illencs marquen arbres de fulla perenne amb gel cada 46 m per marcar una ruta... Fins i tot als hiverns més freds, hi ha zones perilloses de gel prim. Les esquerdes són tan previsibles que el Put-in-Bay Ice Yacht Club les imprimeix en un mapa... Un dia normal d'hivern, el gel està esquitxat de 2.000 barraques de pesca. | » |
| — Christopher Maag in The New York Times, 2004 | |   |

#### Condicions de vent
Els forts vents han provocat que els corrents dels llacs desplacin els sediments al fons, donant lloc a bancs de sorra desplaçats que han estat la causa dels naufragis. Però els vents també poden tenir un propòsit pacífic; hi ha hagut propostes per col·locar aerogeneradors elèctrics en punts ventosos i poc profunds del llac i al llarg de la costa. Steel Winds, una antiga fàbrica d'acer de Buffalo, s'ha desenvolupat com un parc eòlic urbà que allotja 14 turbines capaces de generar fins a 35 megawatts d'electricitat. Un pla de Samsung per construir un parc eòlic marí a la riba nord del llac, des de Port Maitland fins a Nanticoke en una distància de 24,9 km, s'ha trobat amb l'oposició dels residents. Els canadencs prop de Leamington i Kingsville han organitzat grups de protesta per frustrar els intents de portar turbines eòliques al llac. Els motius en contra de les turbines són les vistes malmeses del llac. Els plans per instal·lar turbines a Pigeon Bay, al sud de Leamington, també es van trobar amb oposició. La idea que la migració d'ocells i ratpenats pot ser perjudicada per les turbines eòliques també s'ha utilitzat per argumentar en contra dels aerogeneradors.

#### Microclimes
El llac és responsable dels microclimes, que són importants per a l'agricultura. Al llarg de la costa nord hi ha una de les zones més riques de producció de fruites i hortalisses del Canadà; aquesta punta més al sud, especialment a la zona al voltant de Leamington, és coneguda com la «capital del tomàquet» del Canadà. La zona al voltant de Port Rowan té arbres especials que creixen a causa de l'«efecte temperat del llac», i les espècies inclouen Liriodendron, Cornus, sassafràs i xiclet. En aquesta zona hi ha molts hivernacles que produeixen una «varietat de plantes tropicals poc cultivades fins al nord», i inclouen algunes espècies de cactus, a causa de l'efecte temperat del llac. Al llarg de la riba sud-est d'Ohio, Pennsilvània i Nova York hi ha una important regió de cultiu de raïm, igual que a les illes del llac. Els horts de pomeres són abundants al nord-est d'Ohio fins a l'oest de Nova York.

#### Patrons meteorològics a llarg termini
Segons una estimació, de 860 a 910 m d'aigua s'evapora cada any de la superfície del llac, cosa que permet precipitacions al llac i a les zones circumdants. Hi ha informes contradictoris sobre l'efecte de l'escalfament global a la regió dels Grans Llacs, inclòs el llac Erie. Un informe suggereix que el canvi climàtic està causant una major evaporació de l'aigua del llac, provocant temperatures més càlides i gel a l'hivern menys gruixut o inexistent; alimentant la preocupació que «Erie sembla que s'està reduint» i és el candidat més probable entre els cinc Grans Llacs per «convertir-se en un bassal de fang pudent». El 2010, el Windsor Star va informar que el llac havia experimentat temperatures de l'aigua rècords que havien arribat a 27 °C a mitjans d'agost, i va comparar el llac amb una «banyera».

#### Ecosistemes
El llac Erie té un ecosistema complex amb moltes espècies en interacció. L'activitat humana, com la contaminació i el trànsit marítim, pot afectar aquest entorn de moltes maneres. Les interaccions entre espècies noves de vegades poden tenir efectes beneficiosos, així com efectes nocius. Algunes introduccions han estat considerades beneficioses, com ara la introducció del salmó del Pacífic. De tant en tant, hi ha hagut morts massives de certes espècies de peixos, de vegades per motius desconeguts, com ara molts Osmerus mordax el maig de 2010.

#### Espècie invasora
El llac ha estat envaït per una sèrie d'espècies invasores, com ara el musclo zebrat i els musclos quagga, el neogobi melanòstom i la Ctenopharyngodon idella. S'estima que hi ha 180 espècies invasores als Grans Llacs; algunes havien viatjat en aigua de llast en vaixells internacionals. Els musclos zebra i els neogobi s'han atribuït a l'augment de la població i a la mida de la perca americana de boca petita al llac Erie. El 2008 preocupava que l'«invasor més nou que pul·lulava als Grans Llacs», que era la gamba de color vermell sang, pogués danyar les poblacions de peixos i promoure la floració d'algues.
Els ecologistes i els biòlegs estudien les condicions dels llacs mitjançant instal·lacions com el laboratori Franz Theodore a l'illa de Gibraltar. El laboratori, que es va establir el 1895, és l'estació de camp biològic més antiga dels Estats Units. El laboratori va ser donat a la Universitat Estatal d'Ohio per Julius Stone el 1925 com a part del programa Ohio Sea Grant College de la universitat. L'Institut dels Grans Llacs de la Universitat de Windsor contracta experts que estudien qüestions com la contaminació dels sediments del llac i el flux de contaminants com el fòsfor.
Altres espècies invasores del llac Erie inclouen: puces d'aigua espinoses, puces d'aigua de l'ham de peix, lampresa marina i morone americana. Les espècies de plantes invasores del llac Erie són principalment el llapó anguilenc, la castanya d'aigua i la salicària. La riba del llac també acull espècies invasores de canya, com la Phragmites.

#### Eutrofització i floració de cianobacteris

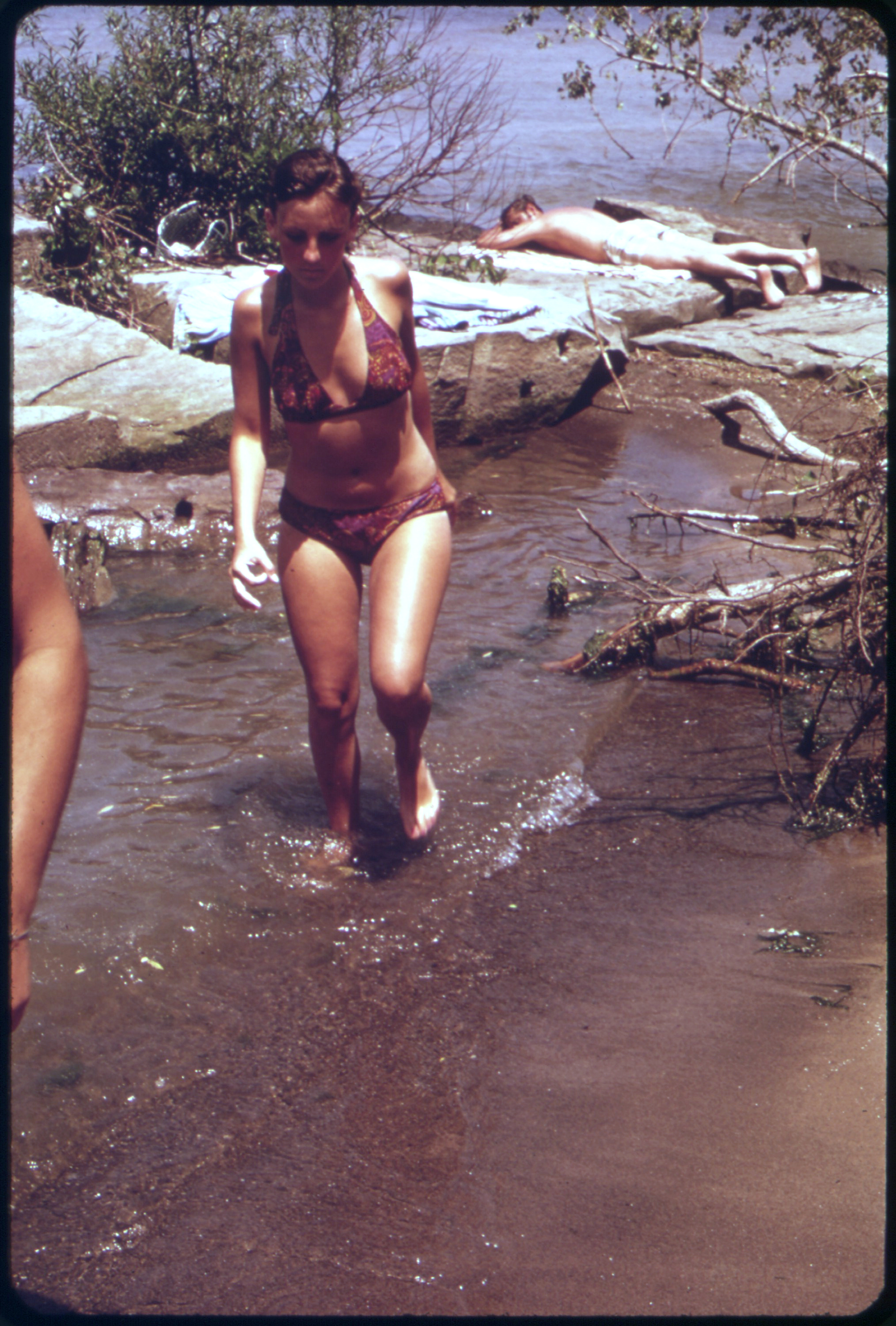
Una foto de 1973 de l'Agència de Protecció Ambiental dels Estats Units que mostra l'erosió de les platges, les algues i els arbres arrencats com a resultat de problemes ambientals

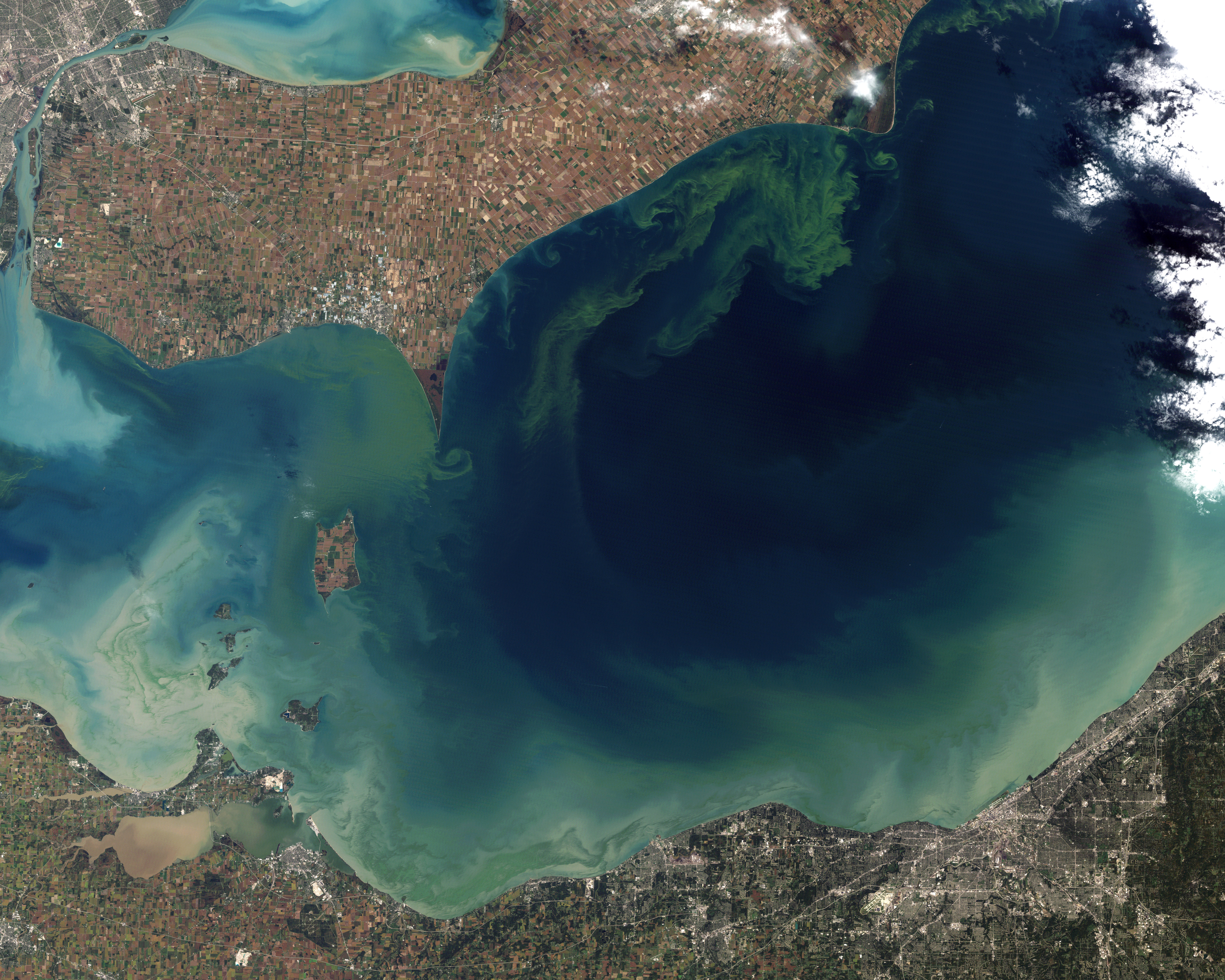
L'escòria verda que es mostra en aquesta imatge presa l'octubre de 2011 és la pitjor floració d'algues que ha experimentat el llac Erie en dècades

Una preocupació constant és que la sobrecàrrega de nutrients dels fertilitzants, els residus humans i animals, coneguda com a eutrofització, amb què entren nitrogen i fòsfor addicionals al llac, farà que la vida vegetal «s'executi i es multipliqui exponencialment». Com que hi ha menys zones humides per filtrar els nutrients, així com una major canalització de les vies fluvials, els nutrients de l'aigua poden fer que brotin floracions d'algues així com «zones mortes amb baix contingut d'oxigen» en una interacció complexa de forces naturals. A partir de la dècada del 2010, gran part del fòsfor del llac prové dels fertilitzants aplicats a camps de soia i blat de moro sense conreu, però arrossegats als rierols per pluges intenses. Les floracions d'algues resulten del creixement de Microcystis, un cianobacteri tòxic que els musclos zebra, que infesten el llac, no menjaran.
Periòdicament hi ha una zona morta, o regió de baix oxigen, al llac, la ubicació de la qual varia. Alguns científics de la Administració Nacional dels Oceans i de l'Atmosfera han estat estudiant les floracions d'algues blauverdoses del llac i han intentat trobar maneres de predir quan s'estenen o quan podrien arribar a terra; normalment les flors hi arriben a finals de cada estiu. Aquest problema va ser extrem a mitjans i finals de la dècada del 1960, i l’Estudi de gestió d'aigües residuals del llac Erie realitzat pel districte de Buffalo del Cos d'Enginyers de l'Exèrcit dels Estats Units va determinar que l'eutrofització va ser causada per fonts puntuals com els emissaris industrials i els emissaris sanitaris i pluvials municipals, així com fonts difuses, com ara l'escorrentia terrestre de terres agrícoles i forestals. Totes aquestes fonts aporten nutrients, principalment fòsfor, al llac. Aleshores, el creixement d'organismes al llac augmenta fins al punt que s'esgoten els nivells d'oxigen. Es van fer recomanacions per reduir les sortides de fonts puntuals, així com reduir les aportacions de fòsfor a les granges canviant l'ús de fertilitzants, emprant agricultura sense conreu i altres pràctiques conservadores. Moltes fonts industrials i municipals s'han vist molt reduïdes des de llavors. Les pràctiques agrícoles millorades, que eren voluntàries, es van seguir durant un temps, donant lloc a una notable recuperació del llac als anys setanta.
Les pràctiques de conservació no estan controlades i no s'han mantingut. Un informe recent suggereix que les floracions estacionals d'algues al llac Erie van ser possiblement causades per l'escorrentia de les ciutats, els fertilitzants, els musclos zebra i el bestiar prop de l'aigua. Un segon informe se centra en els musclos zebra com a causa de zones mortes, ja que filtren tants sediments que això produeix un creixement excessiu d'algues. Un altre informe suggereix que la zona pobra en oxigen va començar cap al 1993 a la conca central del llac i es fa més pronunciada durant els mesos d'estiu, però és una mica un misteri per què passa això. Alguns científics especulen que la zona morta és un fenomen natural. Un altre informe cita el riu Maumee d'Ohio com la principal font d'escorrentia contaminada de fòsfor de les indústries, els municipis, els afluents i l'agricultura; i el 2008, imatges de satèl·lit van mostrar la floració d'algues cap a l'illa Pelee. Durant dos anys s'han fet estudis que intenten entendre la «zona de creixement» que es va descriure com una capa d'aigua freda de 10 peus de gruix a la part inferior, 17 m en una zona, que s'estén 160 km pel centre del llac. Mata peixos i criatures microscòpiques de la cadena tròfica del llac i contamina l'aigua, i pot causar més problemes en anys posteriors per a la pesca esportiva i comercial.
Les floracions d'algues van continuar a principis del 2013, però les noves tècniques de cultiu, el canvi climàtic i fins i tot un canvi en l'ecosistema del llac Erie fan que la contaminació per fòsfor sigui més intractable. Les algues blauverdoses o les floracions de cianobacteris van ser problemàtiques l'agost de 2019. Segons un informe de notícies a l'agost, «els científics esperen que torni a aclaparar gran part del llac Erie occidental aquest estiu». El 12 d'agost de 2019, la floració es va estendre uns 50 km. Una gran floració no significa necessàriament que els cianobacteris «produiran toxines», va dir Michael McKay, director executiu de l'Institut de Recerca Ambiental dels Grans Llacs (GLIER) de la Universitat de Windsor. «No s'està fent prou per evitar que els fertilitzants i el fòsfor entrin al llac i provoquin floracions», va afegir. A l'agost es van fer proves d'aigua. Les floracions més grans del llac Erie fins ara es van produir el 2015, i superaren l'índex de gravetat en 10,5 i el 2011 en un 10, segons la National Oceanic and Atmospheric Administration (NOAA). A principis d'agost, s'esperava que la floració del 2019 arribés a un 7,5 en l'índex de gravetat, però podria oscil·lar entre 6 i 9. En aquell moment, les imatges de satèl·lit mostraven una floració que s'estenia fins a 1.300 km² al llac Erie, amb l'epicentre prop de Toledo (Ohio).

#### Serps
La serp d'aigua del llac Erie, una subespècie de la serp d'aigua del nord (Nerodia sipedon), viu als voltants del port de Put-in-Bay d'Ohio i s'havia col·locat a la llista d'espècies amenaçades. El 2010, la població de serps d'aigua superava els 12.000 individus. Tot i que tenen una mossegada no verinosa, són un depredador clau en l'ecosistema aquàtic del llac, ja que s'alimenten de cadells de fang, Sander vitreus i perca americana de boca petita. La serp és útil per mantenir sota control la població de peixos gobi. S'aparellen des de finals de maig fins a principis de juny i es poden trobar en grans boles d'aparellament amb una femella agrupada amb uns quants mascles.

#### Insectes i ocells
L'any 1999, el radar meteorològic Doppler d'una cadena de televisió local va detectar milions de mosques que es dirigien cap a Presque Isle amb taques blaves i verdes al radar en núvols de 16 km de llarg. Aquests insectes eren un signe de la recuperació del llac Erie, ja que les mosques de maig necessiten aigua neta per prosperar. El biòleg Masteller de la Universitat Estatal de Pennsilvània va declarar que els insectes eren una «molèstia agradable», ja que significaven el retorn a la salut del llac després de quaranta anys d'absència. Cadascuna fa 38 mm de llarg; les tres espècies principals són Ephemera simulans, Hexagenia rigida i Hexagenia limbata. Els insectes s'aparellen durant un període de 72 hores de juny a setembre; volen en massa fins a la costa, s'aparellen a l'aire, després les femelles ponen fins a 8.000 ous cadascuna sobre l'aigua; els ous es tornen a enfonsar i el cicle es repeteix. De vegades, els núvols d'insectes han provocat talls elèctrics i les carreteres es tornen relliscoses amb insectes aixafats. Atès que els musclos zebra filtren els nutrients addicionals del llac, això permet que les larves de mosca de maig prosperin.

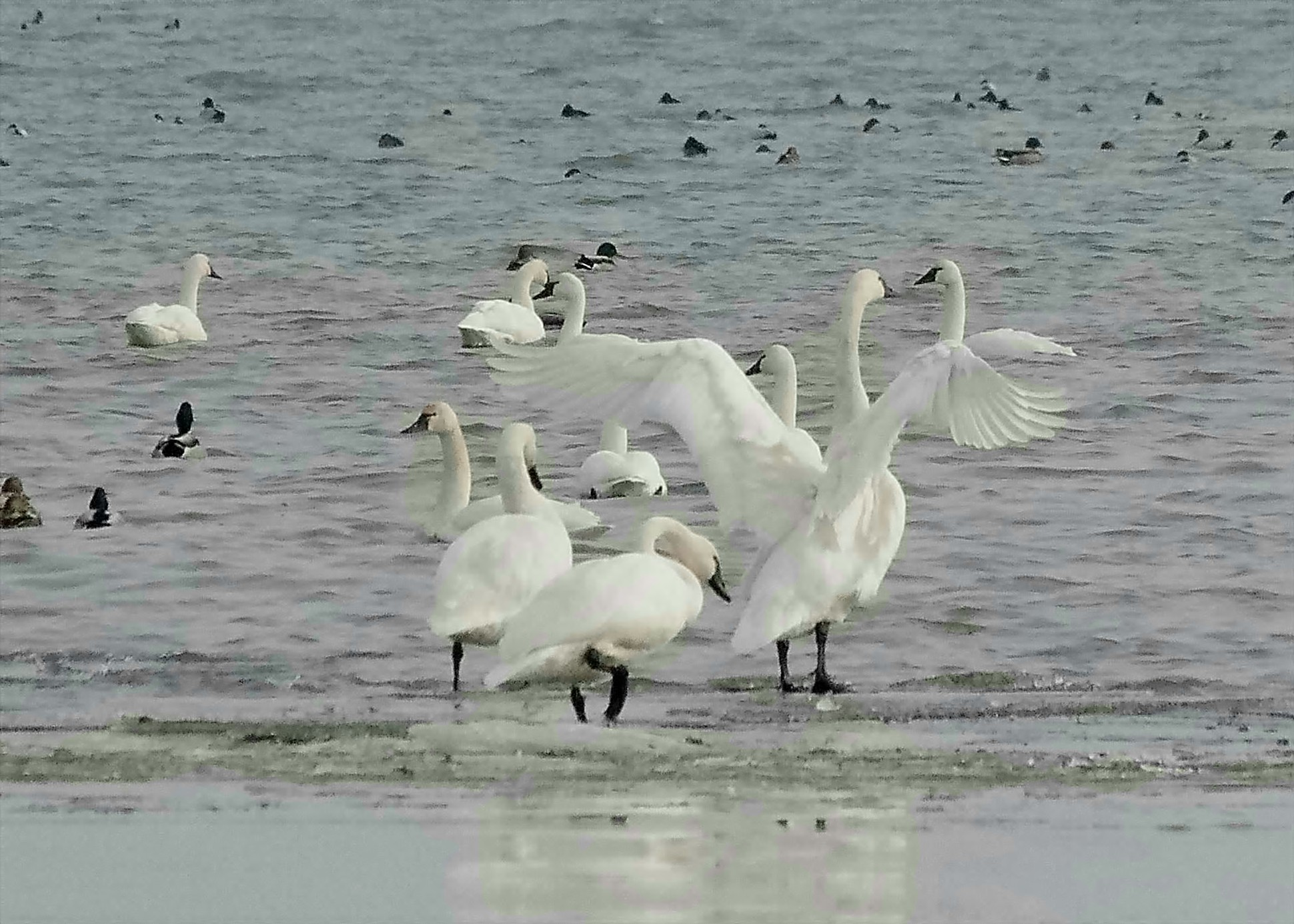
Cignes trompetes (Cygnus buccinator) al llac Erie

Hi ha hagut incidents amb ocells que van morir per botulisme, l'any 2000 i 2002. Els ocells afectats incloïen podicipediformes, gavines comunes i becs de serra mitjà, ànecs bussejadors, gavines de Delaware i gavines argentades. Un informe suggereix que les poblacions d'ocells tenen problemes, sobretot el mosquiter xiulaire, que va patir una disminució de la població al voltant del 60% el 2008. Les possibles causes de la disminució de les poblacions d'ocells són les pràctiques agrícoles, la pèrdua d'hàbitats, l'esgotament i l'erosió del sòl i els productes químics tòxics. L'any 2006, hi va haver preocupació per una possible grip aviària després que dos cignes salvatges del llac es posessin malalts, però es va saber que no contenien el virus H5N1. Hi va haver albiraments d'una fregata magnífica, un ocell tropical amb una envergadura de dos metres, sobre el llac l'any 2008.
El llac Erie estava molt contaminat als anys 60 i 70 a conseqüència de la quantitat d'indústria pesant situada a les ciutats de les seves costes, amb informes de platges carregades de bacteris i peixos contaminats per residus industrials. A la dècada del 1970, es van declarar morts d'ocells del llac a causa dels residus industrials i també per les aigües residuals de les escorrenties; com el periodista del The New York Times Denny Lee va escriure l'any 2004: «El llac, després de tot, és on el Rust Belt es troba amb l'aigua».
Hi va haver incidents en què les superfícies dels rius afluents que desemboquen al llac Erie van incendiar-se: el 1969, el riu Cuyahoga de Cleveland va esclatar en flames, es va descriure en un article de la revista Time que lamentava la tendència a utilitzar els rius que flueixen per les principals ciutats com a «clavegueres»; el riu Detroit es va incendiar en una altra ocasió. El panorama era trist:
| «                           | Cada dia, Detroit, Cleveland i 120 municipis més omplen Erie amb 5,7 milions de m³ de "residus tractats inadequadament, inclosos nitrats i fosfats... Aquests productes químics actuen com a fertilitzant per al creixement d'algues que xuclen l'oxigen de les profunditats més baixes i pugen a la superfície en forma d'escòria verda odorífera... Els peixos comercials i de caça ("Sander vitreus", peix blanc, esturió, lluç boreal) gairebé han desaparegut, cedint les aigües als peixos que necessiten menys oxigen, convertint la façana de l'aigua en pantà. En resum, el llac Erie corre el perill de morir per asfíxia. | » |
| — Time magazine, agost 1969 | |   |

El desembre de 1970 es va iniciar una investigació del gran jurat federal dirigida pel fiscal nord-americà Robert Jones, sobre la contaminació de l'aigua suposadament causada per unes 12 empreses al nord-est d'Ohio. Va ser la primera investigació del gran jurat sobre la contaminació de l'aigua de la zona. El gran jurat va acusar quatre corporacions per contaminar el llac Erie i les vies navegables al nord-est d'Ohio. Les multes van ser per a Cleveland Electric Illuminating Co., Shell Oil Co., Uniroyal Chemical Division of Uniroyal Inc. i Olin Corp. El fiscal general dels Estats Units, John N. Mitchell, va donar una conferència de premsa el 18 de desembre de 1970, fent referència al nou litigi de control de la contaminació, amb especial referència al treball amb l'Agència de Protecció Ambiental dels Estats Units, i anunciant la presentació d'una demanda aquell matí contra la Jones and Laughlin Steel Corporation per abocar quantitats substancials de cianur al riu Cuyahoga prop de Cleveland. Jones va presentar els càrrecs de delicte menor al tribunal de districte, al·legant violacions de la Llei de rius i ports de 1899.
El director de serveis públics de Cleveland, Ben Stefanski, va fer un esforç massiu per «fregar el Cuyahoga»; l'esforç va costar 100 milions de dòlars en bons, segons una estimació. Es van construir noves línies de clavegueram. Clevelanders va aprovar una emissió de bons per 2 a 1 per millorar el sistema de clavegueram de Cleveland. Els funcionaris federals també van actuar: el Congrés dels Estats Units va aprovar la Clean Water Act de 1972, i els Estats Units i el Canadà van establir límits de contaminació de l'aigua en un acord internacional de qualitat de l'aigua. El LEWMS del Cos també es va instituir en aquell moment.
La neteja de la columna d'aigua és en part el resultat de la introducció i la ràpida difusió dels musclos zebra d'Europa, que van tenir l'efecte de cobrir el fons del llac, amb cada criatura filtrant un litre d'aigua dolça cada dia, ajudant a restaurar el llac. L'Acord de qualitat de l'aigua dels Grans Llacs de 1972 va reduir significativament l'abocament i l'escorrentia de fòsfor al llac. Des d'aleshores, el llac s'ha netejat prou com per a permetre que la llum solar s'infiltri a l'aigua i produeixi algues, però hi persisteix una zona morta. Hi ha hagut casos de tancaments de platges a Presque Isle a causa de contaminacions inexplicables per E. Coli, possiblement causades pels desbordaments d'aigua de clavegueram després de forts xàfecs.
Des de la dècada del 1970 la regulació ambiental ha provocat un gran augment de la qualitat de l'aigua i el retorn d'espècies de peixos d'importància econòmica, com ara Sander vitreus i altres formes de vida. Hi havia proves substancials que els nous controls havien reduït substancialment els nivells de DDT a l'aigua el 1979. Els esforços de neteja es van descriure el 1979 com una història d'èxit ambiental notable, cosa que suggereix que l'efecte acumulat de la legislació, els estudis i les prohibicions havia revertit els efectes de la contaminació:
| «                     | Els globus de petroli, els abocaments industrials multicolors, les restes de les ciutats costaneres, les deixalles fecals i bacterianes ja no s'aboquen als llacs en grans quantitats.. | » |
| — Time magazine, 1979 | |   |

Els acords conjunts nord-americans i canadencs van empènyer 600 de les 864 principals descàrregues industrials a complir els requisits per mantenir l'aigua neta. Una estimació era que s'havien gastat 5 mil milions per millorar les plantes per tractar les aigües residuals. El canvi cap a una aigua més neta ha anat en una direcció positiva des dels anys setanta.
Hi havia un pla d'exploració provisional per capturar CO₂, comprimir-lo en forma líquida i bombejar-lo a 800 m sota la superfície del llac Erie sota l'estructura de roca porosa. Segons l'enginyer químic Peter Douglas, hi ha prou espai d'emmagatzematge sota el llac Erie per contenir entre 15 i 50 anys d'emissions de CO2 líquid de la planta de carbó de 4.000 megawatts de Nanticoke. Però no hi ha hagut cap avenç substancial en aquest tema des del 2007.

## Economia

### Pesca

#### Espècie de peixos

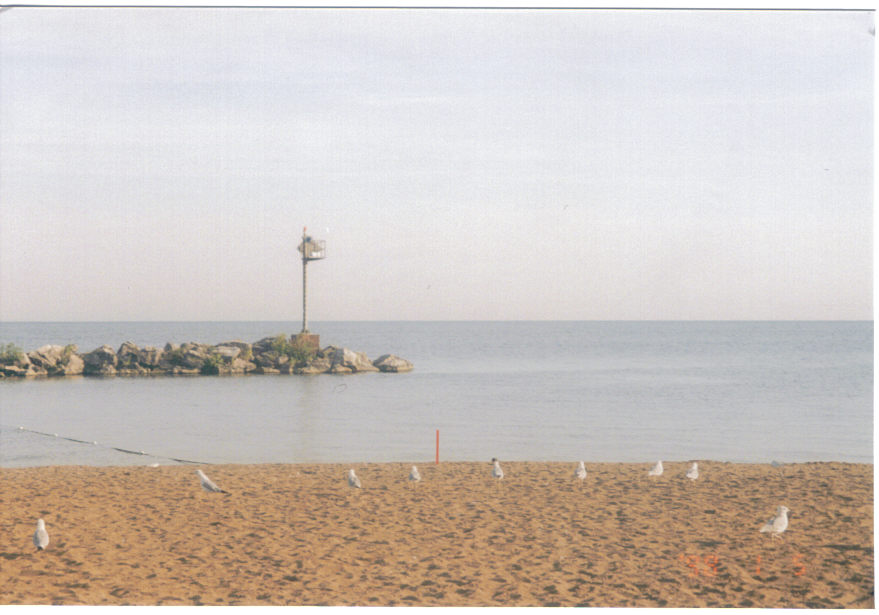
Matí d'estiu a l'oest de Cleveland

El llac Erie és la seu d'una de les pesqueries comercials d'aigua dolça més grans del món. Les poblacions de peixos del llac són les més abundants dels Grans Llacs, en part a causa de les temperatures relativament suaus del llac i de l'abundant presència de plàncton, que és l'element bàsic de la cadena alimentària. La població de peixos del llac representa aproximadament el 50% de tots els peixos que habiten als Grans Llacs. El llac conté truita arc de Sant Martí, Sander vitreus (conegut al Canadà com a pickerel), perca americana, perca americana de boca petita, perca, Salvelinus namaycush, salmó reial, peix blanc, osmèrids, i molts altres. El llac conté una llarga llista d'espècies introduïdes ben establertes. Les espècies comunes de peixos no autòctons inclouen l’Osmerus mordax, l'alosa pseudoharengus, la morone americana i la carpa comuna. Els peixos esportius no autòctons, com ara la truita arc de Sant Martí i la truita comuna, es reserven específicament perquè els pescadors els puguin capturar. S'ha intentat infructuosament reservar salmó platejat, i el seu nombre està disminuint. Les vendes comercials estan dominades per la perca groga i el lloró, amb quantitats substancials de llobarro blanc. Els pescadors s'apunten a la lucioperca i la perca groga, i amb un cert esforç la truita arc de Sant Martí.
Fins a finals de la dècada del 1950, el peix comercial més capturat (més del 50% de les captures comercials) era una subespècie de lluïma coneguda com a walleye blau (Sander vitreus glaucus). A les dècades del 1970 i 1980, a mesura que la contaminació al llac anava disminuint, el recompte de walleyes capturades va passar de 112.000 el 1975 a 4,1 milions el 1985, amb estimacions del nombre de walleyes al llac al voltant de 33 milions a la conca, amb moltes de 3,6 kg o més. No totes les walleyes van prosperar. La combinació de la sobrepesca i l'eutrofització del llac per la contaminació va fer que la població s'enfonsés i, a mitjans dels anys 80, es va declarar extint el liúmur blau. Però, segons un informe, la walleye del llac Erie tenia xifres rècord, fins i tot el 1989.
Hi ha hagut preocupació per l'augment dels nivells de mercuri en els peixos walleye; un estudi del Ministeri de Medi Ambient canadenc va assenyalar-hi una «tendència de concentració creixent», però les concentracions estaven dins dels límits acceptables establerts per les autoritats de Pennsilvània. A causa de l'amenaça dels bifenil policlorats, es va recomanar que les persones no mengessin més d'un àpat de walleye al mes. A causa d'aquestes i altres preocupacions, l'any 1990, la Federació Nacional de Vida Silvestre va estar a punt d'emetre un «avís negatiu de consum de peix» per al llobarro i el llobarro de boca petita, que havia estat la captura principal i que suposava uns 800 milions de dòlars de la indústria pesquera comercial.
S'ha informat que el peix més llarg del llac Erie és l'esturió, que pot créixer fins a 3 m de llarg i 140 kg de pes, però és una espècie en perill d'extinció i viu majoritàriament al fons del llac. L'any 2009 es va confirmar la captura d'un esturió, que es retornà viu al llac, i s'espera que la població d'esturions torni a sorgir.

#### Pesca comercial

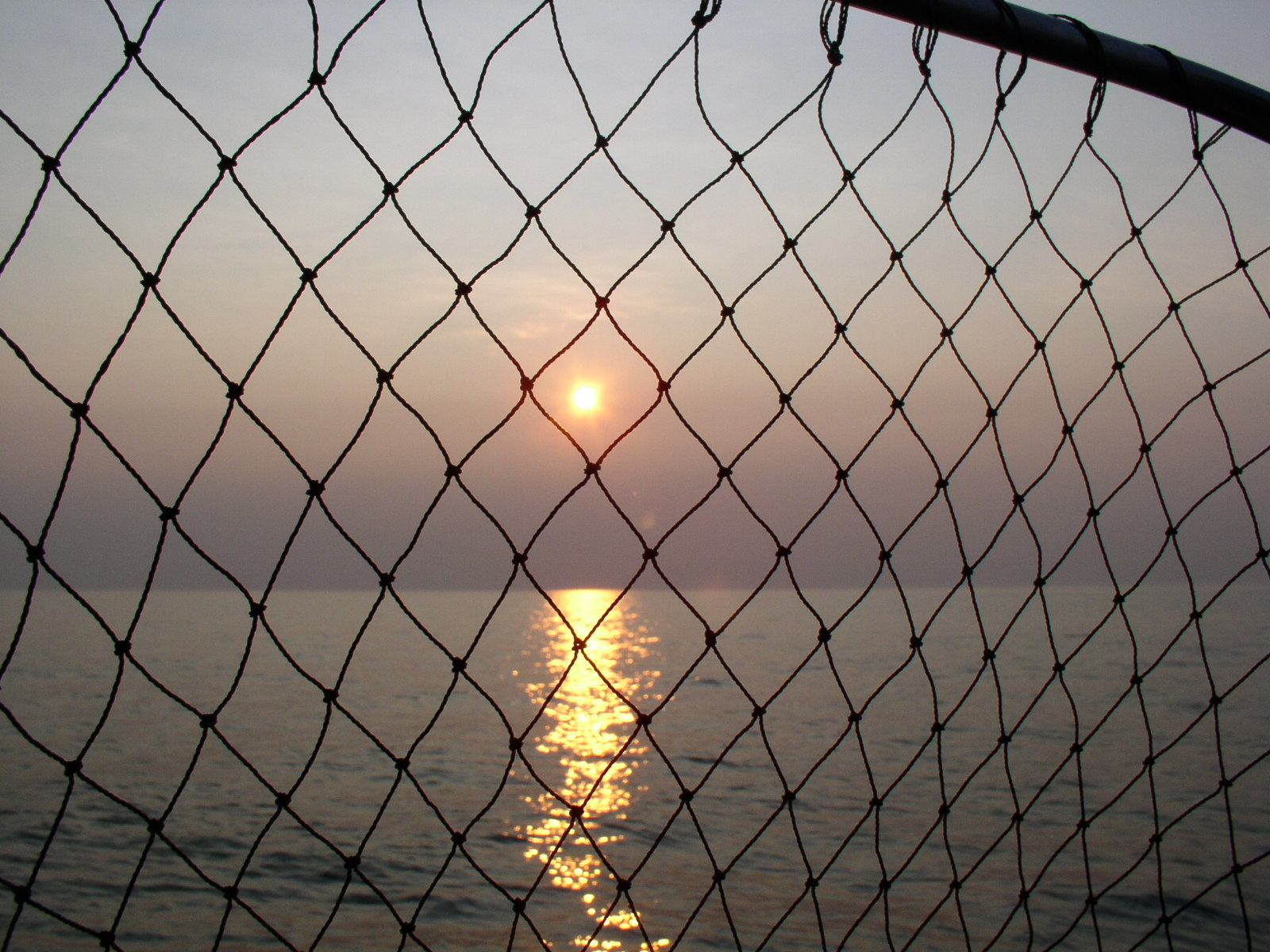
Posta de sol al llac Erie vista a través d'una xarxa de pesca

Les estimacions varien pel que fa a la pesca a la regió dels Grans Llacs. El 2007, una estimació del mercat total de la pesca als Grans Llacs, inclosa la pesca comercial i recreativa, era de 4 mil milions de dòlars anuals. Una altra estimació era de més de 7 mil milions de dòlars. Però des que es van descobrir alts nivells de contaminació als anys 60 i 70, s'ha continuat el debat sobre la intensitat màxima de la pesca comercial. La pesca comercial al llac Erie s'ha vist afectada per la contaminació, així com per les regulacions governamentals que limiten la mida de les captures; un informe va suggerir que el nombre de vaixells de pesca i empleats havia disminuït en dos terços en les últimes dècades. Una altra preocupació havia estat que la contaminació del llac, així com les toxines trobades dins dels peixos, anaven en contra dels interessos de la pesca comercial.

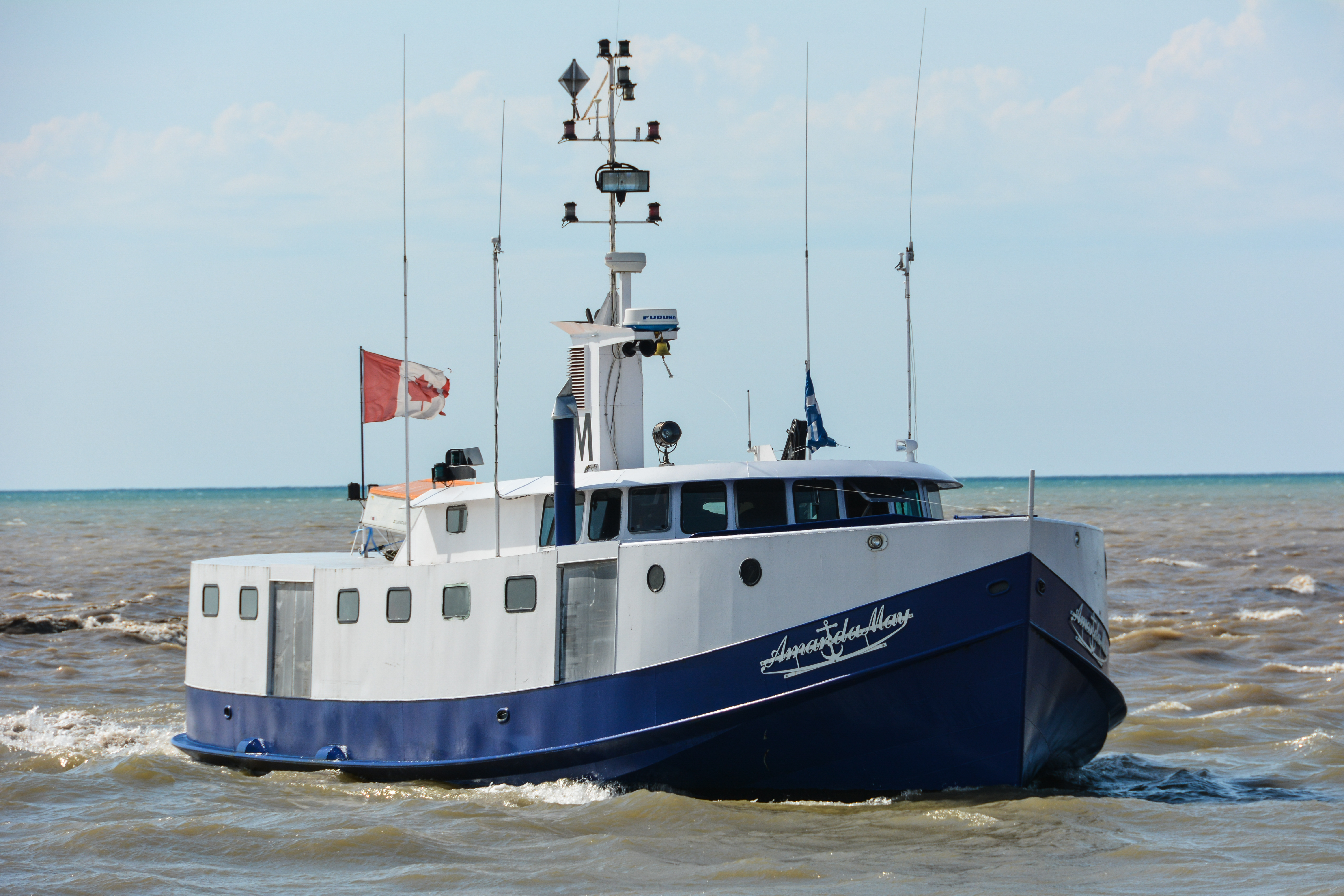
Vaixell de pesca comercial canadenc entrant al port de Port Burwell al llac Erie

Els pescadors estatunidencs amb base al llac Erie van perdre els seus mitjans de vida durant les últimes dècades i ja no fan captures per als mercats de Nova York. Pennsylvania tenia un segell especial de 3 dòlars en llicències de pesca per ajudar a «compensar els pescadors comercials per les seves pèrdues», però aquest programa va acabar després de cinc anys. Es va culpar la prohibició de la pesca comercial a una «prova de voluntats» entre pescadors comercials i recreatius: «Un bàndol necessitava grans llançaments. L'altre temia que el llac s'estava buidant.»
La pesca comercial ara es basa principalment en les comunitats canadenques, amb una pesca molt més reduïda, en gran part restringida a la perca groga, a Ohio. La pesqueria d'Ontario és una de les més intensives del món. No obstant això, hi ha informes que alguns pescadors comercials canadencs no estan satisfets amb les quotes de pesca i han demandat el govern per aquest assumpte, i hi ha hagut queixes que el cos legislatiu que redacta les quotes està dominat pels Estats Units i que els interessos de la pesca esportiva es veuen afavorits respecte als interessos de la pesca comercial. L'any 2007 es van fer retallades del 30 al 45% per a certs peixos. La pesqueria del llac Erie va ser una de les primeres pesqueries del món gestionades amb quotes individuals transferibles i fa un informe obligatori diari de captures i una auditoria intensiva del sistema d'informació de captures. Tot i així, la pesca comercial és l'objectiu dels crítics que voldrien que el llac es gestionés en benefici exclusiu de la pesca esportiva i de les diferents indústries al servei de la pesca esportiva. Segons un informe, la ciutat canadenca de Port Dover és la seu de la flota pesquera més gran del llac.

#### Normativa governamental
El llac es pot considerar un actiu comú amb múltiples finalitats, inclosa la pesca. Hi va haver competència directa entre pescadors comercials i esportius (inclosos vaixells de lloguer i vendes de llicències de pesca) al llarg de la història del llac, amb ambdues parts demanant l'ajuda del govern de Washington o Ottawa, i van tractar de presentar el seu cas a l'opinió pública a través d'informació dels diaris. Però altres grups també han entrat en el procés polític, inclosos els ecologistes, els propietaris de la costa del llac, els propietaris de la indústria i els treballadors que busquen solucions rendibles per a les aigües residuals, els operadors de ferris, fins i tot les corporacions que fabriquen turbines eòliques de generació elèctrica.
La gestió de la pesca s'ha consensuat amb totes les agències de gestió amb interès en el recurs i el treball sota el mandat de la Comissió de Pesca dels Grans Llacs. La comissió fa avaluacions utilitzant sistemes sofisticats de modelització matemàtica. La comissió ha estat el focus d'una considerable recriminació, principalment per part de grups de pesca als Estats Units que han tingut una antipatia històrica als interessos de la pesca comercial. Aquest conflicte és complex, data dels anys 60 i anteriors, amb el resultat que als Estats Units, el 2011, la pesca comercial es va eliminar majoritàriament dels Grans Llacs. Un informe suggereix que la lluita entre diversos interessos pesquers va començar al voltant del llac Michigan i va evolucionar per cobrir tota la regió dels Grans Llacs. L'anàlisi suggereix que en el context del llac Erie, la competència entre la pesca esportiva i la comercial implica universals i que aquests conflictes són culturals, no científics i, per tant, no es poden resoldre per referència a dades ecològiques.

#### Pesca esportiva
El llac suporta una forta pesca esportiva. Mentre que la pesca comercial ha disminuït, l'esportiva s'ha mantingut. Les aigües fresques i profundes que donen lloc a la millor pesca es troben al costat canadenc del llac. Com a resultat, un vaixell de pesca que travessa la frontera internacional provoca problemes de seguretat dels passos fronterers i es recomana als pescadors que portin el passaport. Si el seu vaixell creua la línia fronterera invisible del llac, en tornar a la costa americana, els passatgers han d'informar a una oficina local de protecció fronterera.
L'any 2008, la Comissió de peixos i vaixells de Pennsilvània va intentar abastar el llac amb truita comuna en un esforç per construir el que s'anomena una pesqueria de cultiu i presa. Hi va haver un informe que la pesca amb vaixells de lloguer havia augmentat substancialment al costat estatunidenc, de 46 a 638 vaixells de lloguer només en funcionament a Ohio, durant un període de 1975 a 1985, a mesura que els nivells de contaminació anaven disminuint i després que les poblacions de luciperca augmentessin substancialment al llac. El 1984, Ohio va vendre 27.000 permisos de pesca a no residents i es va descriure la pesca esportiva com un gran negoci. L'any 1992, hi va haver informes de pescadors que capturaven regularment luciperca amb un pes de fins a 5,4 kg. A l'hivern és possible pescar lota, que fa una carrera de posta a mitjan hivern i, segons es diu, és una de les relíquies glacials d'Erie.

#### Pesca en gel
A l'hivern, quan el llac es congela, molts pescadors surten al gel, fan forats i pesquen. Fins i tot és possible fer fogueres sobre el gel. Però aventurar-se al gel del llac Erie pot ser perillós. En un incident de 2009, amb temperatures més altes, els corrents que empenyien cap a l'est van separar un banc de gel de milles d'ample de la costa, i atraparen més de 130 pescadors en alta mar; un home va morir mentre que la resta van ser rescatats amb helicòpters o vaixells.
| «                          | El dia va començar amb els pescadors que van deixar palets de fusta per crear un pont sobre una escletxa del gel per poder anar més lluny pel llac. Però els taulons van caure a l'aigua quan el gel es va desplaçar, va atrapar els pescadors a mil metres de la costa... Quan els pescadors es van adonar a última hora del matí de dissabte que el gel s'havia trencat, van començar a raonar la millor manera de sortir. Alguns van optar per seure a esperar les autoritats, mentre que d'altres es van dirigir cap a l'est a la recerca d'un pont de gel... Altres van aconseguir aterrar pel seu compte muntant als seus vehicles tot terreny a unes cinc milles a l'est fins on el gel no s'havia trencat... Quan els pescadors rescatats van arribar a la costa, les autoritats els van fer alinear en fila única per anotar-ne els noms. | » |
| — John Seewer, Febrer 2009 | |   |

### Agricultura

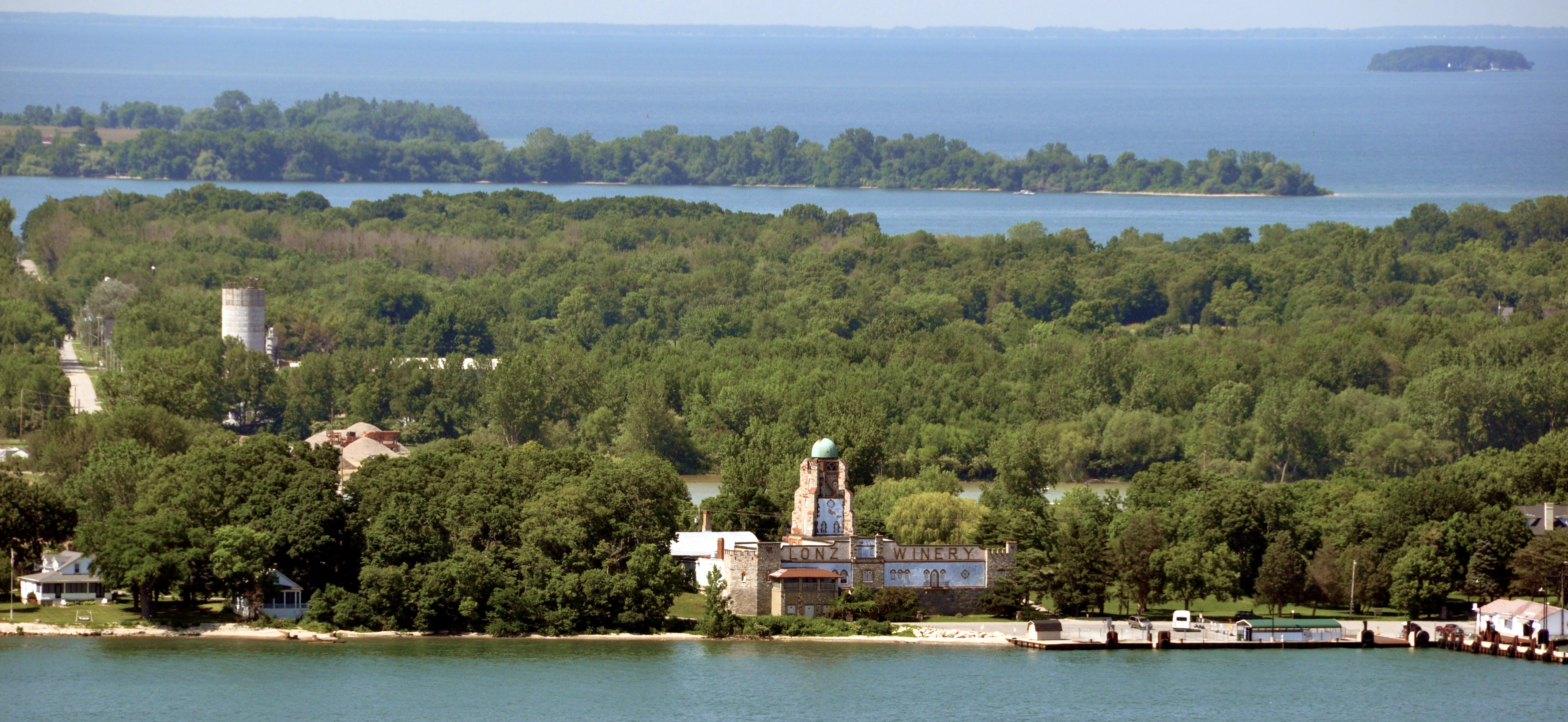
Celler a Middle Bass Island

El llit del llac antigament més extens va crear un entorn favorable per a l'agricultura a les zones limítrofes d'Ontario, Ohio, Michigan, Pennsilvània i Nova York. Les seccions del llac Erie de l'oest de Nova York tenen un clima adequat per al cultiu de raïm, i hi ha moltes vinyes i cellers al comtat de Chautauqua i al comtat d'Erie. La regió canadenca de la riba nord del llac Erie també s'està convertint en una regió vinícola destacada; s'ha batejat com el llac Erie North Shore, o regió LENS, i inclou l'illa Pelee, i com que està més al nord que les zones vitivinícoles comparables del món, la durada dels dies a l'estiu és més llarga. Una temporada de creixement més llarga a causa de les temperatures moderades pel llac fa que el risc de gelades primerenques sigui menys probable.

### Turisme

#### Busseig
El llac Erie és el favorit dels bussejadors ja que hi ha hagut molts naufragis, potser entre 1.400 i 8.000 segons una estimació, dels quals uns 270 són llocs de naufragi confirmats. La investigació sobre els naufragis ha estat organitzada pel Peachman Lake Erie Shipwreck Research Center, situat als terrenys de la Great Lakes Historical Society. La majoria de naufragis no s'han descobert, però es creu que estan ben conservats i com a màxim a 61 m sota la superfície de l'aigua. Un informe suggereix que hi ha més naufragis per milla quadrada que en qualsevol altre lloc d'aigua dolça. Hi ha esforços per identificar els llocs de nàufrags i estudiar el fons del llac per dibuixar la ubicació dels llocs submarins, possiblement per a més estudis o exploracions. Tot i que el llac és relativament més càlid que els altres Grans Llacs, hi ha un termoclina, cosa que significa que a mesura que un bussejador baixa, la temperatura de l'aigua baixa uns 17 °C, i això requereix un vestit de neoprè. Una estimació és que el llac Erie té una quarta part dels 8.000 naufragis estimats als Grans Llacs. Es conserven perquè l'aigua és freda i sense sal. Els bussejadors practiquen la política de no treure ni tocar res dels naufragis. Les condicions de fred dificulten el busseig i requereixen bussejadors amb habilitat i experiència. Una empresa de lloguer de l'oest de l'estat de Nova York porta uns 1.500 bussejadors als naufragis del llac Erie en una temporada típica d'abril a octubre.
| « | Entre la comunitat de busseig, es consideren de classe mundial, oferint oportunitats de visitar un museu submarí que la majoria de la gent mai veurà. | » |
| — Shannon M. Nass del Pittsburgh Post-Gazette, 2010 L'any 1991 es va descobrir el vaixell de vapor Atlantic del segle xix. S'havia enfonsat el 1852 després d'una col·lisió amb el vaixell de vapor Ogdensburg, 9,7 km a l'oest de Long Point, Ontario, i els supervivents de l'Atlàntic van ser salvats per la tripulació de l'Ogdensburg. Un informe suggereix que 130 persones es van ofegar mentre que un altre suggereix unes 20 ofegades. Es va especular que el vaixell enfonsat havia estat un vaixell d'apostes i, per tant, podria haver-hi diners a bord, però la majoria dels historiadors s'hi van mostrar escèptics. | |   |

L'any 1998, les restes de l'Adventure es van convertir en el primer naufragi registrat com a «jaciment arqueològic subaquàtic»; es va descobrir que l'hèlix de l’'Adventure havia estat retirada i donada a un dipòsit de ferralla. L'hèlix es va recuperar dies abans de convertir-se en ferralla i portar-la de nou al lloc d'immersió. El 2003, els bussejadors van descobrir el vaixell de vapor Canobie prop de Presque Isle, que s'havia enfonsat el 1921. Altres naufragis serien el Neal H. Dow (1910), el «vapor» Elderado (1880), el WR Hanna, el Dundee que es va enfonsar al nord de Cleveland el 1900, el FH Prince, i L'artesà. El 2007, el naufragi del vaixell de vapor que porta el nom «Mad» Anthony Wayne es va trobar a prop de Vermilion (Ohio), a 15 m de profunditat; el vaixell es va enfonsar el 1850 després de l'explosió de les seves calderes i van morir 38 persones. El naufragi pertany a l'estat d'Ohio i el seu rescat és il·legal, però els submarinistes poden visitar-lo. A més, hi ha restes d'embarcacions més petites, amb ocasionals ofegaments de pescadors.

#### Parcs públics

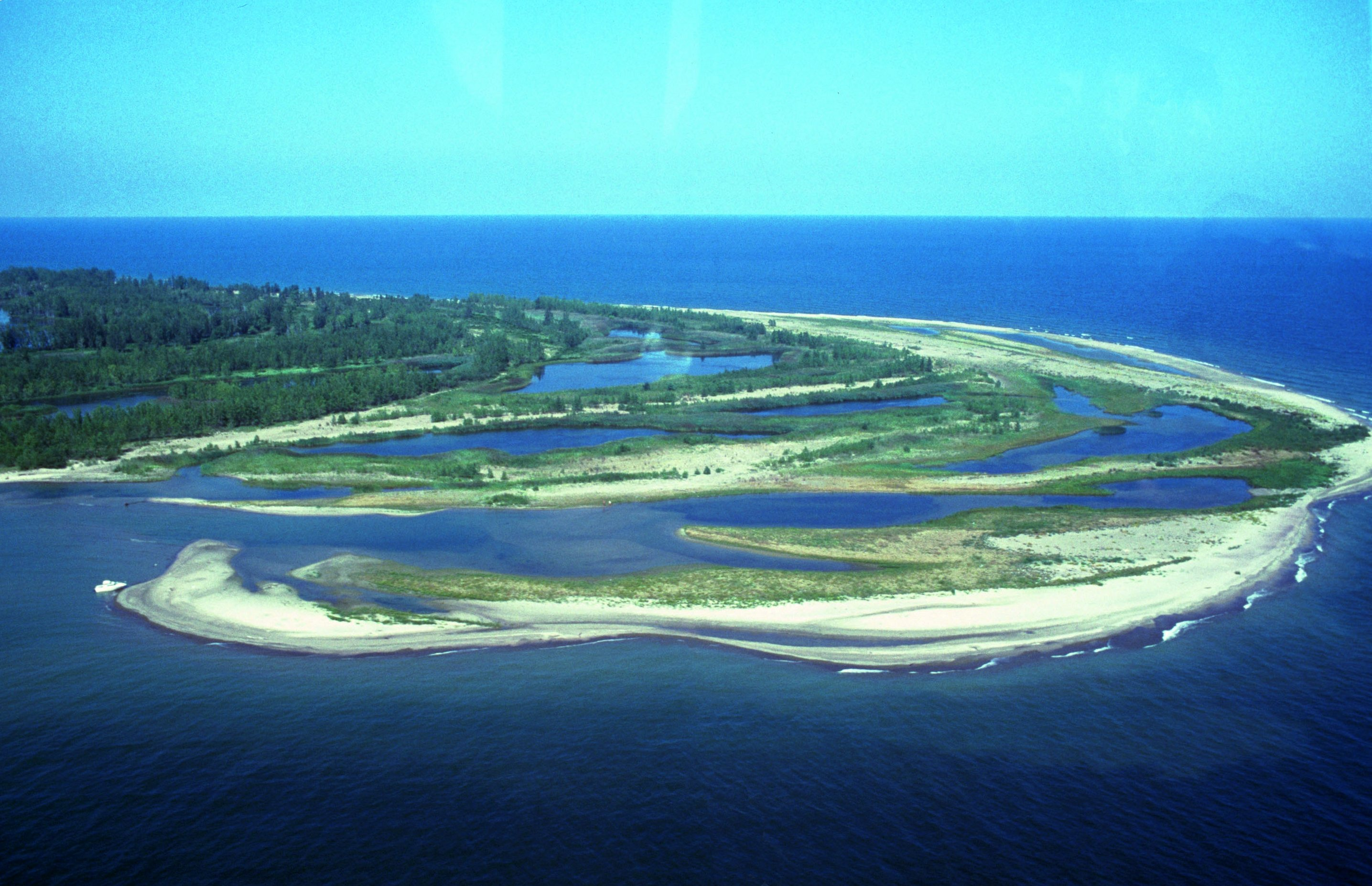
Presque Isle State Park a Pennsilvània és una península al llac Erie

Hi ha nombrosos parcs públics al voltant del llac. A l'oest de Pennsilvània, es va establir una reserva de vida salvatge el 1991 al municipi de Springfield per fer senderisme, pescar, esquiar i passejar per la platja. A Ontario, Long Point és una península a la costa nord-oest prop de Port Rowan, que s'estén 32 km al llac Erie: és una escala per als ocells que migren i també per a les tortugues. El parc provincial de Long Point es troba allà i ha estat designat com a reserva de la biosfera per la UNESCO. Al Sand Hill Park d'Ontario, a l'est de Port Burwell, hi ha una duna alta de 140 m a la qual puja la gent per gaudir d'unes vistes pintoresques del llac. Al sud de Michigan, Sterling State Park té campaments, de 530 ha, per fer senderisme, ciclisme, pesca, passeig amb barca, amb una platja de sorra per prendre el sol, nedar i fer pícnic.

#### Ciclisme
El 1997, la periodista del The New York Times Donna Marchetti va fer un recorregut en bicicleta pel perímetre del llac Erie, fent 64 km per dia i allotjant-se en bed & breakfast. Va anar amb bicicleta per les ciutats de Cleveland, Erie, Windsor, Detroit i Toledo, així com per ciutats turístiques, vinyes i camps de blat de moro. Els aspectes més destacats del viatge eren les «petites ciutats portuàries i les terres de cultiu rurals del sud d'Ontario». Hi ha poques botigues de reparació de bicicletes a Ontario a la ruta.

#### Illes

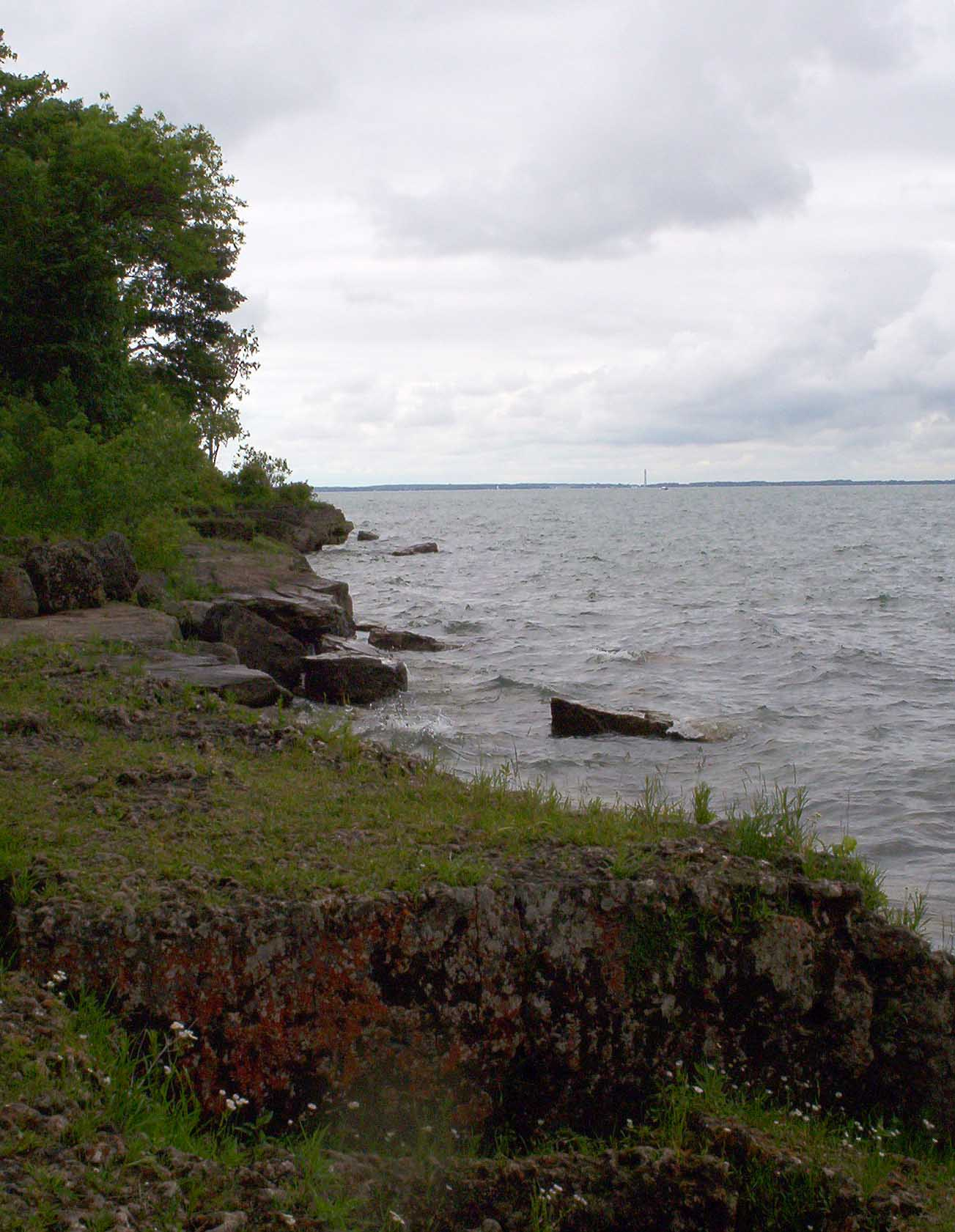
Hàbitat d'Alvar a l'illa Kelleys, i l'illa South Bass visible a distància

Les illes del llac Erie solen estar a la part més occidental del llac i tenen caràcters diferents:
- L'illa de Kelleys ofereix activitats com ara descansar a la platja, fer senderisme, anar amb bicicleta i veure els solcs glacials profunds de la pedra calcària.[81]
- S'hi arriba amb ferri des de Leamington, Ontario, o amb avió o ferri a Sandusky, Ohio, i és la més gran de les illes del llac Erie. L'illa té un ecosistema únic amb plantes que rarament es troben al Canadà, com ara jacint salvatge, genciana de cavall groc i cactus de figuera. Hi ha dues serps en perill d'extinció, com ara el corredor blau i la serp d'aigua del llac Erie. Els ocells cantors hi migren a la primavera i les papallones monarca s'hi aturen durant la tardor.[10]
- South Bass Island té l'illa-poble de Put-in-Bay (Ohio).[81] S'ha descrit com una illa de festa amb pintorescs penya-segats rocosos, amb una població de centenars durant tot l'any que creix durant l'estiu.

#### Esports aquàtics
El caiac s'ha tornat popular al llarg del llac, especialment en llocs com Put-in-Bay (Ohio). Hi ha unes vistes àmplies amb penya-segats escarpats amb fauna exòtica i una extensa costa. Els nedadors de llarga distància han travessat el llac per establir rècords; per exemple, un xic amputat de 15 anys va nedar els 19 km de travessa del llac l'any 2001. El 2008, Jade Scognamillo, de 14 anys, va nedar des de Sturgeon Point de Nova York fins a la platja de cristall d'Ontario i va completar els 19,2 km de natació en cinc hores, 40 minuts i 35 segons, i es va convertir en el nedador més jove a fer la travessia. És il·legal que els nedadors menors de 14 anys intentin aquesta travessia. A Port Dover, Ontario, els nedadors fan immersions d'altura al «Polar Bear Swim» anual a la platja. Els corrents poden suposar un problema, i hi ha hagut incidents puntuals d'ofegaments.

#### Fars

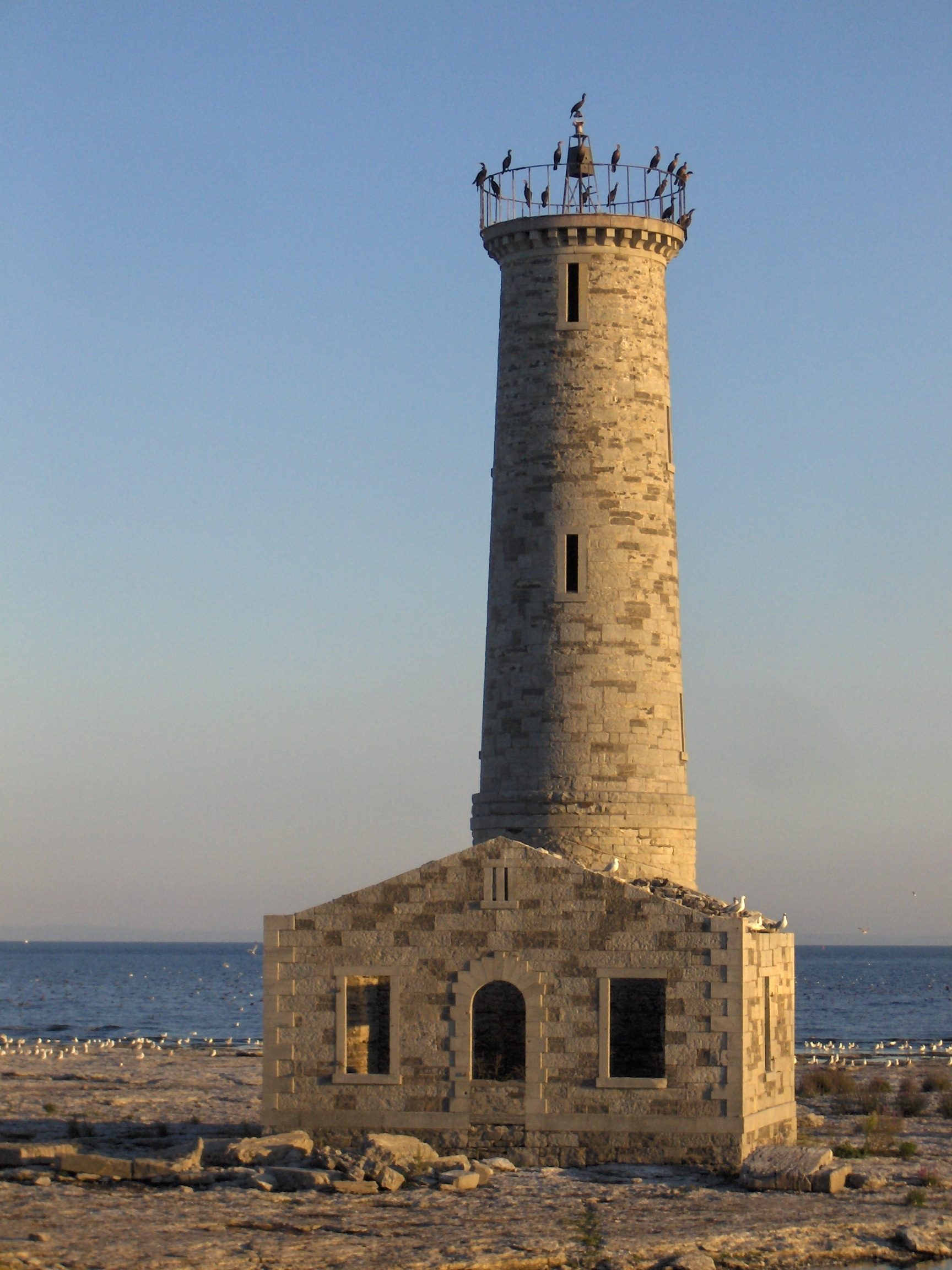
Far a l'illa Mohawk, Ontario

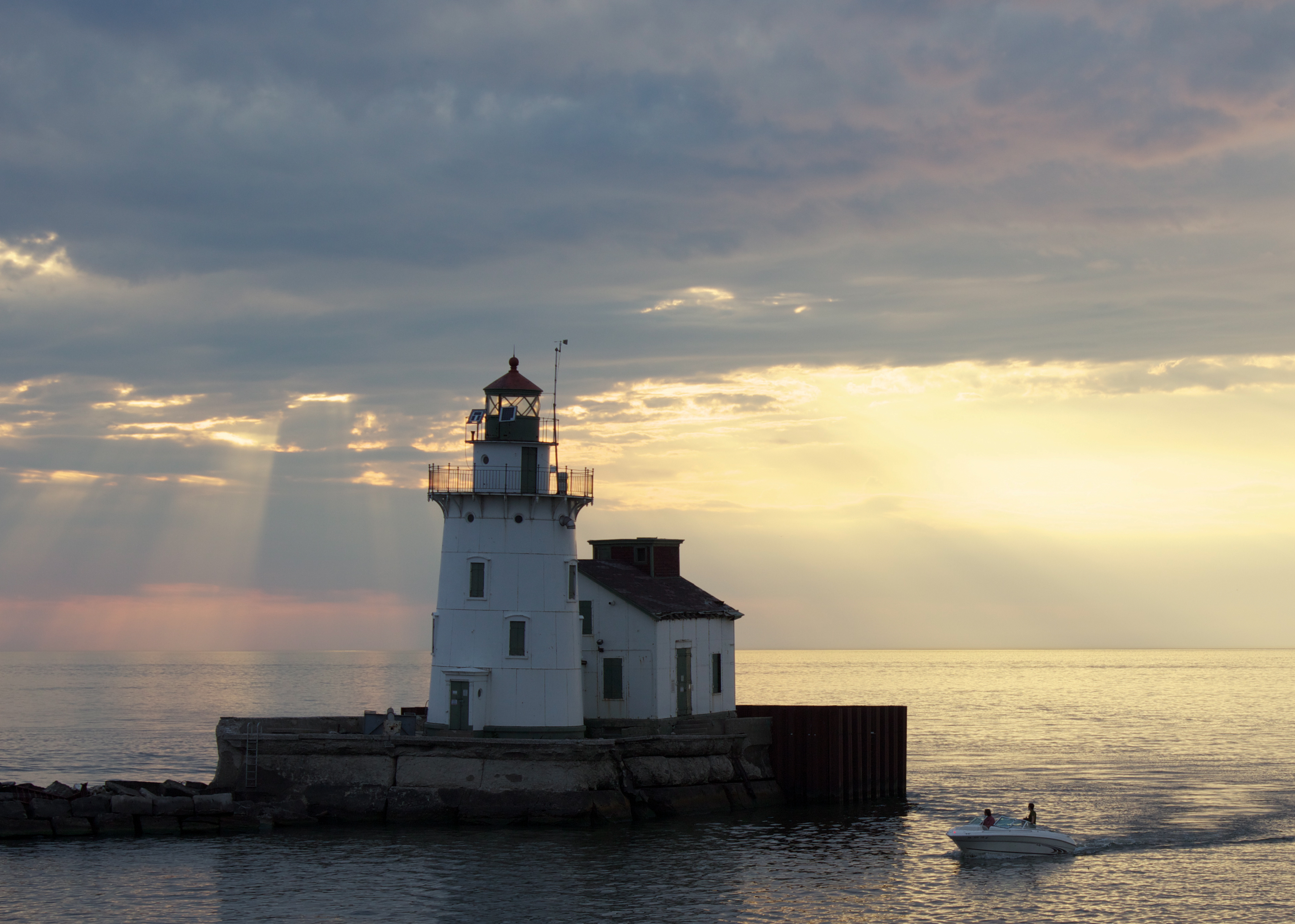
El far de West Pierhead a Cleveland, Ohio

El llac està esquitxat per diferents fars. Un far davant de la costa de Cleveland, assetjat amb ruixats freds a l'hivern, té una forma artística inusual de gel, encara que de vegades el gel impedeix que els vaixells marítims en vegin la llum.

#### Folklore
Hi ha hagut informes no confirmats de persones que van veure una criatura semblant al monstre del llac Ness, a partir del segle XIX i de vegades anomenada «Bessie» o «South Bay Bessie». L'any 1990 hi va haver informes de persones que veien una «gran criatura movent-se a l'aigua a uns 300 m del seu vaixell» descrit amb color negre, d'uns 11 m llarg, amb un cap semblant a una serp i que es mou tan de pressa com una barca. Cinc persones més van informar haver vist alguna cosa semblant en tres ocasions diferents, però no hi ha proves científiques d'aquesta criatura. Hi ha una cervesa Lake Erie Monster i un equip d'hoquei Cleveland Monsters.
Hi ha hagut informes esporàdics de persones a Cleveland que poden veure la costa canadenca com si estigués immediatament a la mar, tot i que el Canadà es troba 80 km de Cleveland. S'ha especulat que es tracta d'un fenomen relacionat amb el temps, amb uns principis similars a un miratge.

### Trànsit marítim
El llac ha estat un camí de navegació per a vaixells marítims durant segles. Els vaixells que es dirigeixen cap a l'est poden agafar el canal Welland i una sèrie de vuit rescloses que baixen 99 m fins al llac Ontario, que triga unes 12 hores. Milers de vaixells fan aquest viatge cada any. Durant el segle xix, els vaixells podien entrar al riu Buffalo i recórrer el canal d'Erie cap a l'est fins a Albany i després cap al sud fins a la ciutat de Nova York al llarg del riu Hudson. En general, hi ha un trànsit intens al llac, excepte durant els mesos d'hivern de gener a març, quan el gel impedeix que els vaixells viatgin amb seguretat.
El 2007, hi va haver una protesta contra la política energètica d'Ontario, que permet l'abocament de carbó al llac. Activistes de Greenpeace van pujar per una escala en un vaixell de càrrega i «es van tancar al dispositiu de cinta transportadora que ajuda a descarregar la càrrega del vaixell»; tres activistes van ser detinguts i el vaixell es va retardar més de quatre hores; es van pintar missatges contra el carbó al vaixell.

### Ferris
Els ferris operen en nombrosos llocs: com ara el Jet Express Ferry només per a passatgers des de Sandusky i Port Clinton fins a Put-in-Bay i Kelly's Island. El ferri Miller des de l'illa de Catawba fins a Put-In-Bay i l'illa Middle Bass, el ferri de l'illa Kellys des de Marblehead fins a l'illa Kellys i la companyia de transport Owen Sound des de Leamington o Kingsville fins a l'illa Pelee i Sandusky.
Tanmateix, els plans per operar un ferri entre el port nord-americà d'Erie i el port d'Ontario de Port Dover es van trobar amb una sèrie de problemes polítics, incloses les restriccions de seguretat a banda i banda, així com les taxes addicionals necessàries per contractar inspectors fronterers. El projecte va quedar abandonat.

### Pas de fronteres
Atès que la frontera entre els dos països no està en gran part vigilada, és possible que la gent travessi sense ser detectada d'un país a l'altre, en qualsevol direcció, amb vaixell. L'any 2010, la policia canadenca va arrestar persones que travessaven la frontera il·legalment des dels Estats Units fins al Canadà, prop de la ciutat d'Amherstburg d'Ontario.

## Galeria

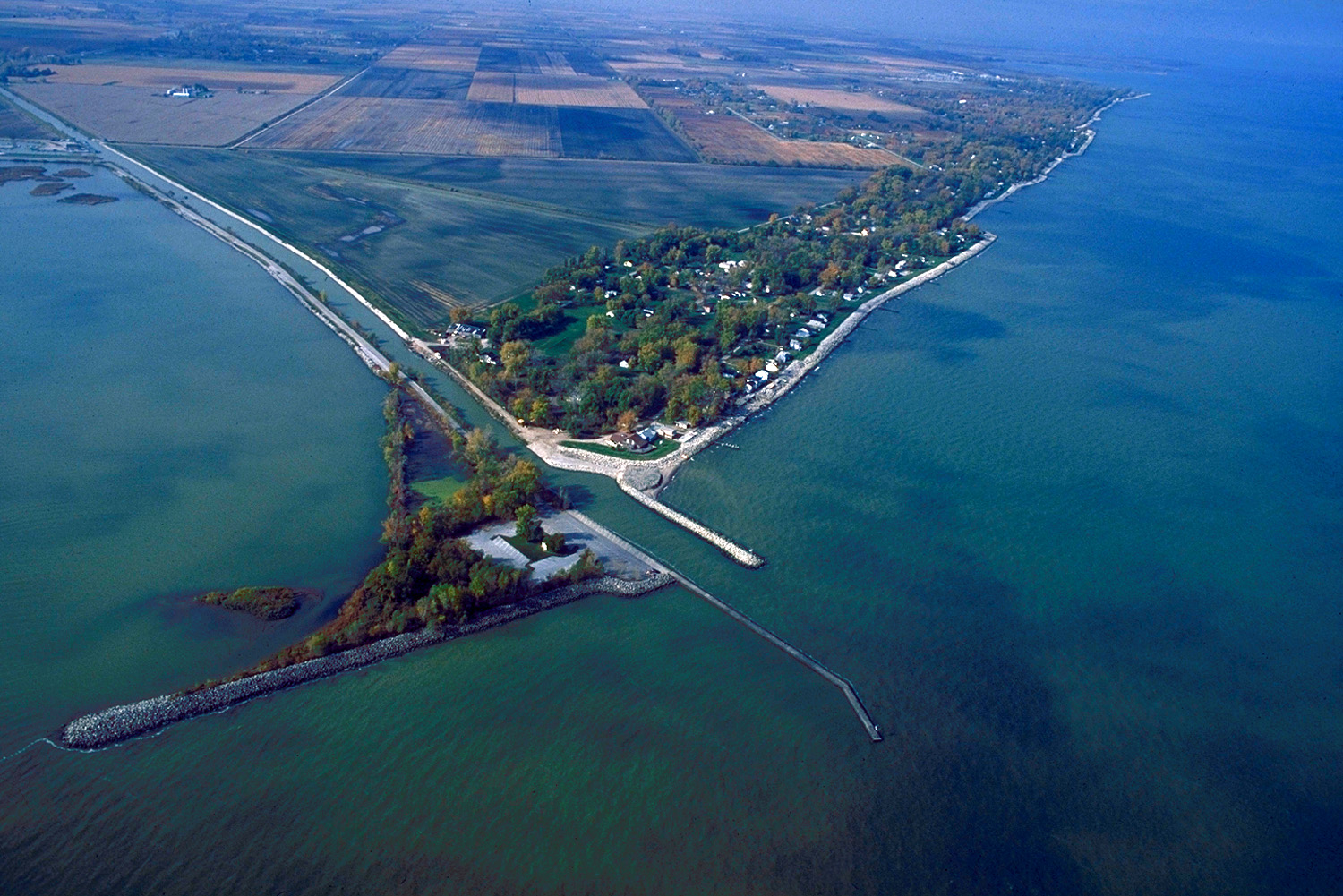
Howard Farms Beach i Cooley Canal prop de Toledo (Ohio)
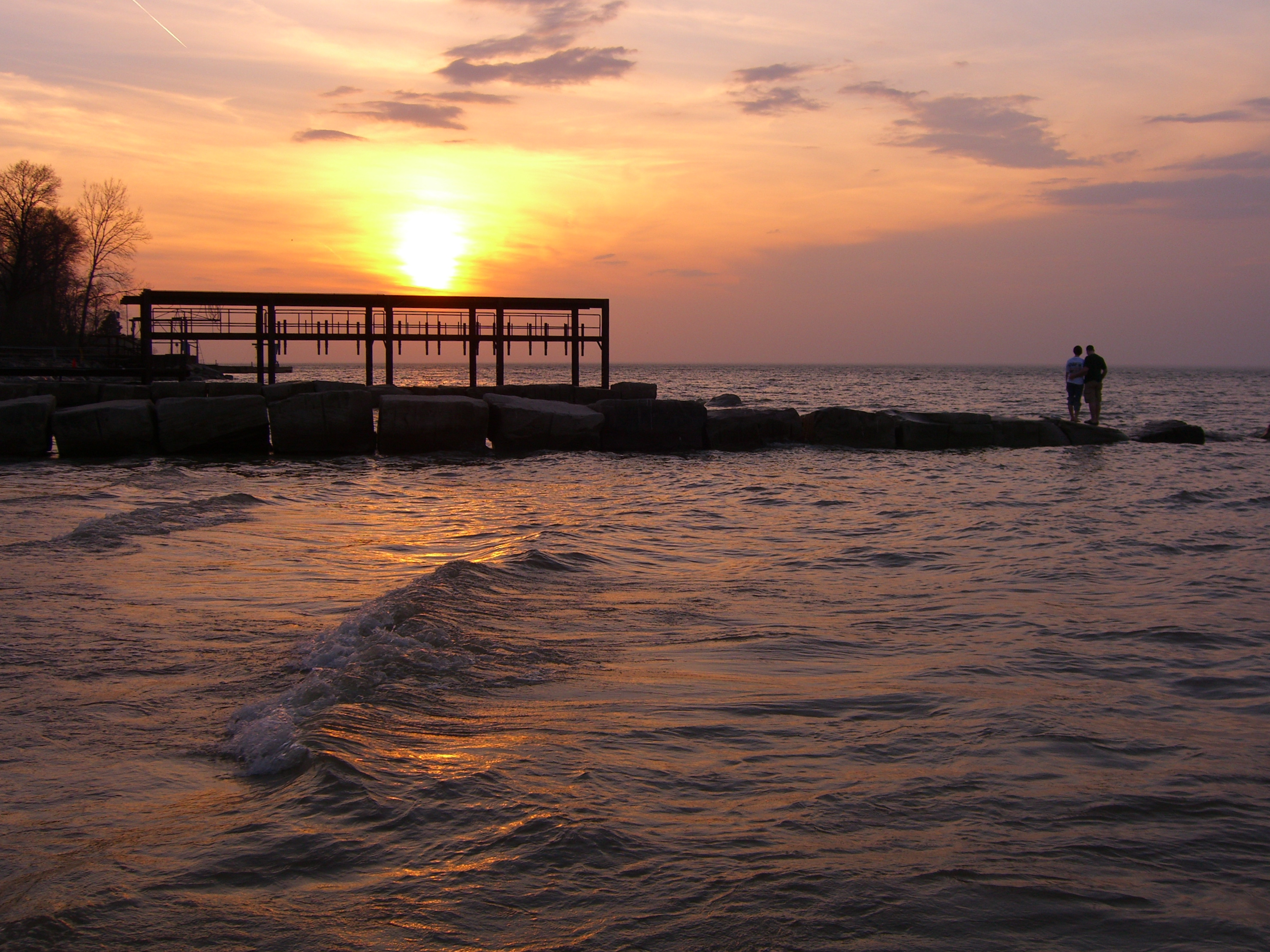
Avon Land (Ohio)
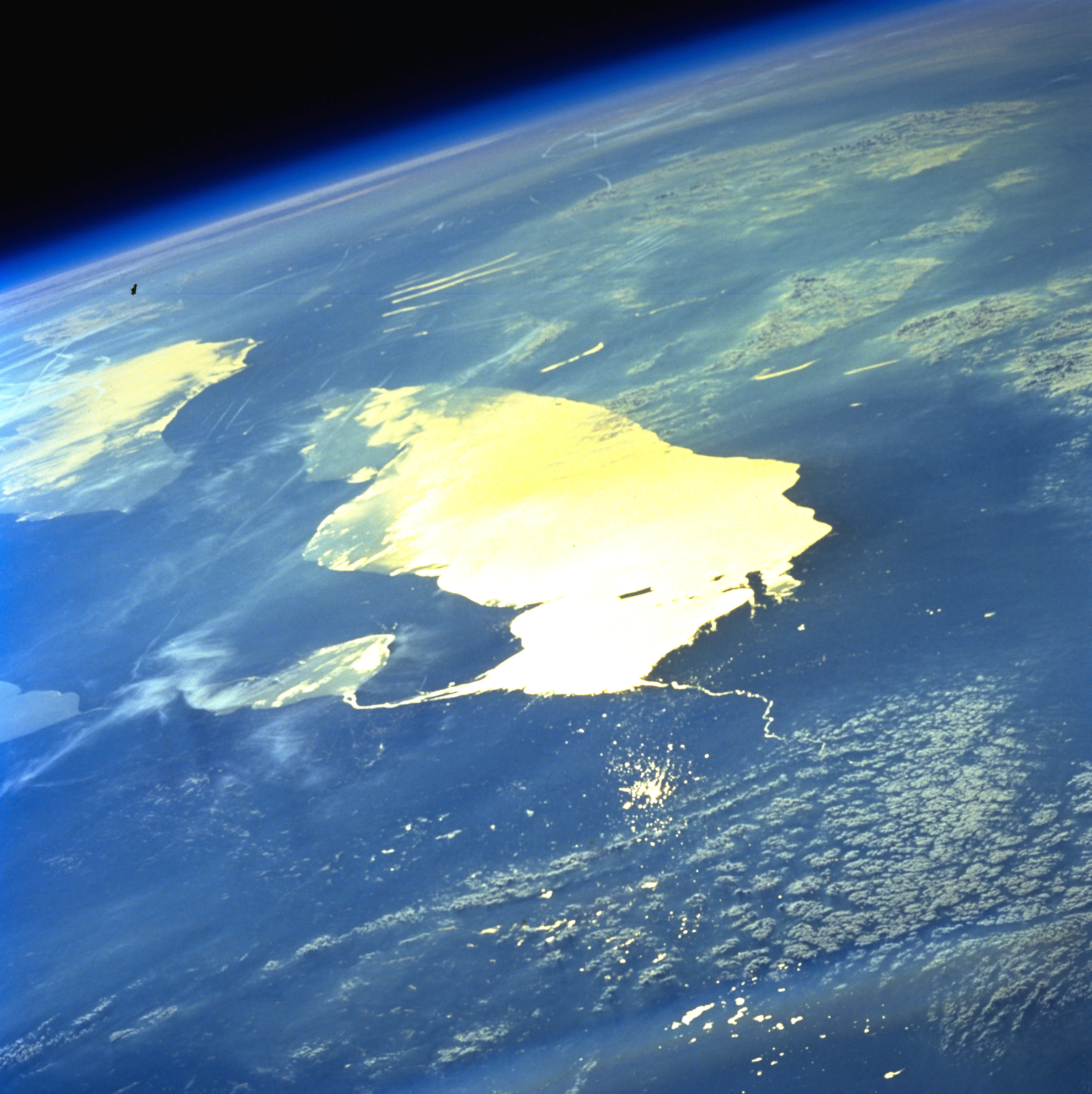
Vista des de l'est
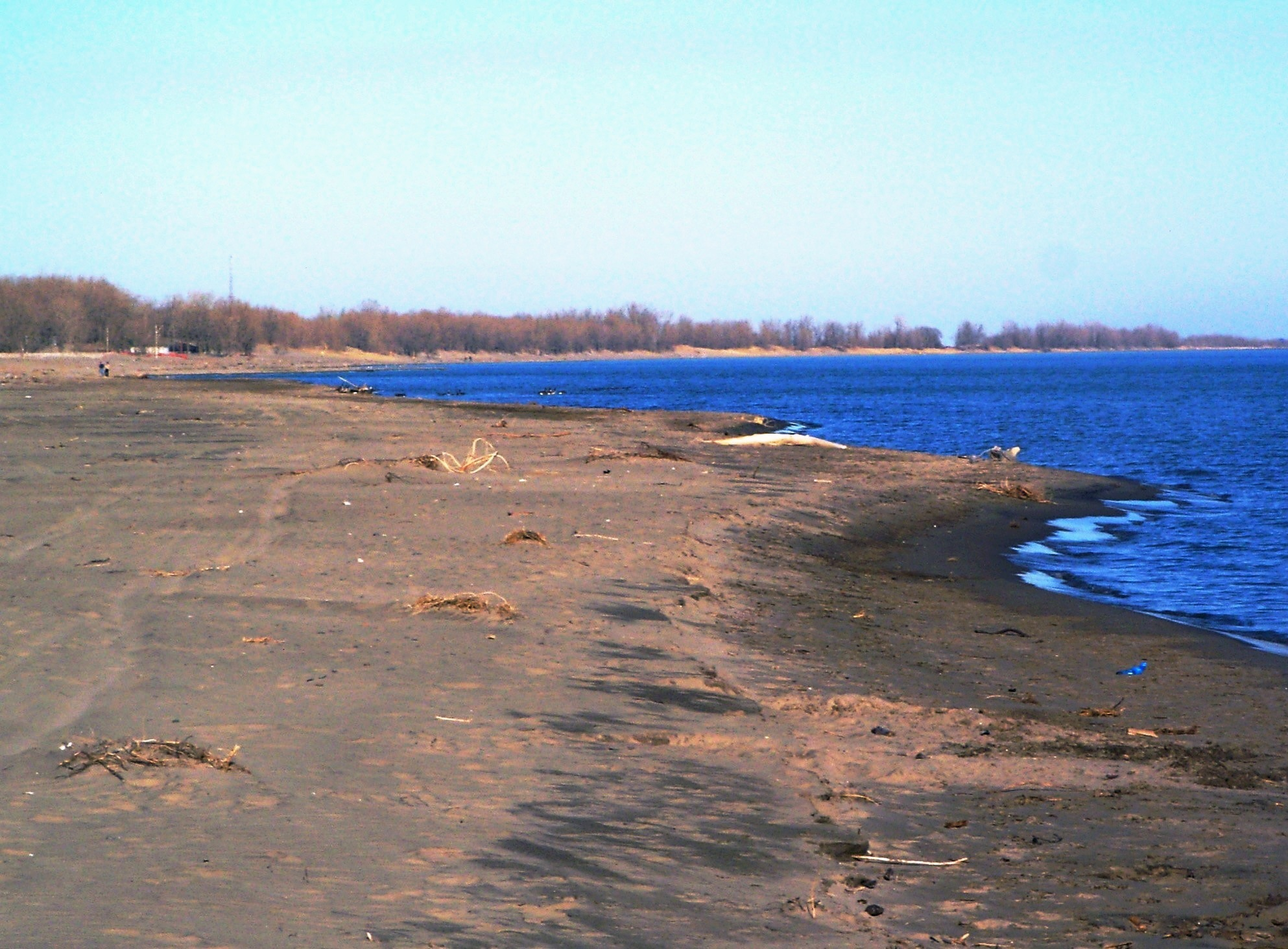
Long Point (Ontario)